# The Immaculate Collection
The Immaculate Collection es el primer álbum de grandes éxitos de la cantante estadounidense Madonna, que incluye en orden cronológico quince sencillos publicados en sus primeros siete años de carrera, entre 1983 y 1990. Elegidos por la propia cantante, fueron remasterizados por los ingenieros Goh Hotoda, Michael Hutchinson y Shep Pettibone, para lo cual se utilizó la tecnología de grabación QSound, un sistema nuevo que convertía el sonido estereofónico convencional en un sistema tridimensional. Este proceso permitió que el oyente pudiera escuchar instrumentos como congas por el oído derecho, sintetizadores por el izquierdo y la voz de Madonna entrando y saliendo por ambos lados, todo ello a varios metros de los altavoces. Así, al comparar las canciones en los álbumes de la cantante con las versiones mejoradas con QSound, su registro y los instrumentos sonaban más completos y definidos. Aunado a ello, algunas eran más rápidas que sus versiones originales y otras se desvanecían antes.
Con el propósito de estimular a sus fanáticos y darle un impulso al disco, Madonna grabó dos canciones originales que, musicalmente, diferían de sus trabajos anteriores. En este sentido, «Justify My Love», coescrita por Lenny Kravitz, es un número de trip hop con influencias del hip hop en el que la cantante emplea la técnica de la palabra hablada. «Rescue Me», por su parte, está más orientado al góspel y house y añade un estilo soul e interpolaciones de jadeos. El título del álbum es un juego de palabras que alude a la Inmaculada Concepción, un dogma de la Iglesia católica que sostiene que María, la madre de Jesús, nació libre del pecado original. Madonna no aparece en la portada del disco; en su lugar, varias fotografías en blanco y negro de la cantante, tomadas por el estadounidense Herb Ritts, figuraron en el interior del folleto, mientras que el diseño consistió en un logotipo turquesa y dorado. Tanto el título del álbum como una de las fotografías de la cantante incluidas en el folleto atrajeron diversos comentarios de la prensa.
The Immaculate Collection salió a la venta el 9 de noviembre de 1990 a través de las compañías Sire y Warner Bros. Records en los formatos de vinilo, CD y casete. El lanzamiento estuvo acompañado de un VHS del mismo nombre, que contenía en orden cronológico los videoclips más destacados de la artista entre 1983 y 1990, y al mes siguiente Warner Bros. sacó al mercado una caja recopilatoria de edición limitada titulada The Royal Box. El material fue publicitado con pósteres y carteles, así como comerciales y especiales televisivos. La promoción continuó con el lanzamiento de cuatro sencillos. «Justify My Love», el primero, alcanzó el primer puesto en Canadá, los Estados Unidos y Finlandia; en las listas de los dos primeros países, Madonna se convirtió en la artista femenina con la mayor cantidad de números uno. El videoclip, considerado el «más controvertido de todos los tiempos», fue prohibido en varios canales de televisión, entre ellos MTV, por su contenido explícito, por lo que fue lanzado en VHS y se convirtió en el vídeo-sencillo más vendido de la historia. «Rescue Me» supuso su vigesimoquinto top diez y su octavo sencillo en ingresar directamente entre los cinco primeros lugares en el Reino Unido, así como el quinto mayor debut en la historia del Billboard Hot 100 y el más alto por una solista femenina. «Holiday» (1984) y «Crazy for You» (1985), publicados en años anteriores, se editaron nuevamente en el Reino Unido, donde ocuparon las diez principales posiciones en el conteo oficial UK Singles Chart.
En términos generales, The Immaculate Collection obtuvo elogios «extraordinarios» en todo el mundo, y la mayoría de críticos y periodistas que lo reseñó le otorgó la máxima calificación. Tanto el material nuevo como el uso de la tecnología QSound recibieron comentarios positivos, y la crítica coincidió que el álbum representó un testimonio de la evolución de Madonna como artista y compositora. No obstante, la ausencia de varios sencillos de su catálogo atrajo opiniones variadas. Considerado comercialmente un «éxito clamoroso», llegó al primer puesto en las listas musicales de varios países del mundo y se convirtió en el álbum de Madonna que más rápido se vendió hasta ese momento. Se convirtió en el decimotercer y vigésimo álbum más exitoso en la historia del Reino Unido y Australia, respectivamente, así como uno de los discos internacionales más vendidos en Singapur, y permanece como el recopilatorio más vendido por una artista femenina en los Estados Unidos. Con un total de treinta millones de copias comercializadas en todo el mundo, es el trabajo discográfico con mayores ventas de la carrera de Madonna, el grandes éxitos más vendido por una mujer y por un artista solista y uno de los álbumes más exitosos de todos los tiempos a nivel general.
En reseñas retrospectivas, The Immaculate Collection se considera uno de los «mayores grandes éxitos de la historia del pop» y ha sido incluido en varias listas de «lo mejor», como la de Rolling Stone de los 500 mejores álbumes de todos los tiempos. Además, Blender lo clasificó en el primer puesto de los cien discos estadounidenses más destacados, mientras que la revista Classic Pop lo nombró el mejor recopilatorio de la historia. Por otro lado, medios de comunicación analizaron el impacto crítico y comercial que representó el álbum en la carrera de Madonna y cómo consolidó su estatus como icono popular. Homenajes e influencias de la compilación se reflejaron en la exposición Queen (A Portrait of Madonna) (2005), de la videoartista sudafricana Candice Breitz, en la que treinta seguidores italianos de la artista interpretaban a capela cada canción del disco, y en el álbum de remezclas Club Future Nostalgia (2020), de la cantante británica Dua Lipa.

## Antecedentes

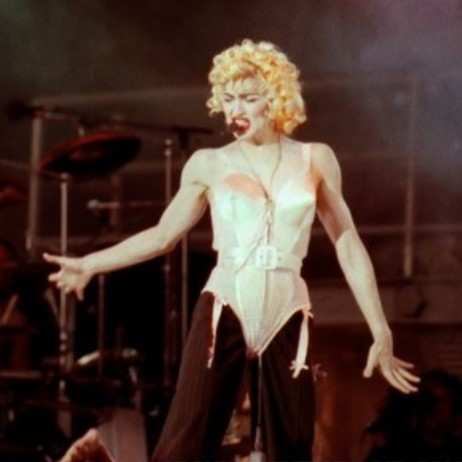
Madonna fijó The Immaculate Collection como su siguiente proyecto tras finalizar la gira Blond Ambition World Tour (imagen).

A principios de la década de 1980, la cantante estadounidense Madonna firmó un contrato discográfico con la compañía Sire Records, dirigida en ese momento por el empresario Seymour Stein. A partir de entonces, cada sencillo que publicó después de «Holiday» (1984) logró «gran éxito» en las listas musicales. En los Estados Unidos, consiguió más números uno que cualquier otra solista en la era del rock, así como la mayor cantidad de sencillos consecutivos entre los cinco primeros puestos del conteo Billboard Hot 100, más que cualquier otro artista en esa década. A excepción de «Oh Father» (1989), cada uno de sus lanzamientos había alcanzado el top diez en EE. UU. Por su parte, en el Reino Unido, logró ubicar de manera sucesiva veintidós sencillos entre las diez primeras posiciones, siete de ellos en el primer lugar de la lista oficial. El biógrafo David James afirmó que, cuando su disco debut homónimo salió a la venta en julio de 1983, «pocos podrían haber predicho que marcaría el inicio de una asombrosa carrera discográfica».
Hacia finales de 1990, con poco más de siete años de carrera, había vendido 54 millones de álbumes y 26 millones de sencillos en todo el mundo. Con el final de los años ochenta, la cantante decidió hacer un balance. Cuando su gira Blond Ambition World Tour había concluido en agosto de 1990, contaba con una «increíble biblioteca de éxitos», lo que la llevó a decidir que su siguiente proyecto sería despedir su primera década de carrera con el lanzamiento de su primer álbum de grandes éxitos, The Immaculate Collection, pensado especialmente para la temporada navideña. La intérprete «estaba decidida a darlo todo» con este nuevo proyecto, según el biógrafo Mark Bego. La historiadora estadounidense Mary Gabriel señaló que, en todos los sentidos, ese año «parecía el final de una era y el comienzo de una nueva».

## Desarrollo
Descrito como una «fusión perfecta» de pop de «alta energía» y música dance, The Immaculate Collection contiene en orden cronológico quince sencillos de Madonna publicados en sus primeros siete años de carrera, entre 1983 y 1990, ocho de los cuales habían llegado a lo más alto de las listas en varios países. Elegidos por la propia cantante, incluye «Holiday», «Lucky Star» y «Borderline», de Madonna (1983); «Like a Virgin», «Material Girl» e «Into the Groove», de Like a Virgin (1984); «Crazy for You», de la banda sonora de la película Vision Quest (1985); «Live to Tell», «Papa Don't Preach», «Open Your Heart» y «La isla bonita», de True Blue (1986); «Like a Prayer», «Express Yourself» y «Cherish», de Like a Prayer (1989); y «Vogue», de la banda sonora I'm Breathless (1990). Debido a la «prolificidad» de la cantante en la década de 1980, no hubo suficiente espacio para incluir otros sencillos que habían logrado «gran éxito», por lo que canciones como «Dress You Up» (1985), «True Blue» (1986) o «Who's That Girl», que había encabezado las listas a ambos lados del Atlántico en el verano boreal de 1987, no lograron figurar en el material.
Al incluir sencillos de diferentes álbumes, The Immaculate Collection mezcla baladas pop «alegres y divertidas» con temas aptos para «bailar en la discoteca», así como canciones «misteriosas» un tanto «melancólicas» y otras que están «impregnadas» de insinuaciones sexuales, por lo que, para los fanáticos del pop de esa época, podría considerarse más bien una «banda sonora», según Emily Blevins, de Tulsa World. En un análisis a la obra de Madonna, y en particular al contenido del recopilatorio, Kocku von Stuckrad, uno de los redactores de Kabbalah and Modernity: Interpretations, Transformations, Adaptations (2010), observó que, desde sus inicios, la cantante había proyectado una imagen ambivalente al combinar la figura de «santa y virgen» con la de una «pecadora inclinada hacia la promiscuidad», dualidad que, para el autor, se hacía especialmente «evidente» en las canciones de la compilación. De manera similar, el académico Georges-Claude Guilbert, en su libro Madonna as Postmodern Myth (2002), sugirió que álbumes como The Immaculate Collection juegan con las dos imágenes de la «Virgen» y la «Ramera».

### Remasterización
| Algunos prefieren utilizar [QSound] como el primer paso en la mezcla. A mí me gustaba más usarlo como el último paso, pues obtenía primero una buena mezcla estéreo en la que todo sonara bien, y luego lo aplicaba a las cosas que quería escuchar fuera del rango estéreo. —Pettibone sobre el uso de la tecnología QSound en The Immaculate Collection. |

Las quince canciones fueron remasterizadas por los ingenieros Goh Hotoda, Michael Hutchinson y Shep Pettibone. Este último había trabajado anteriormente para la cantante en remezclas de varios de sus sencillos, en el desarrollo del álbum de remezclas You Can Dance (1987) y en la composición y producción de «Vogue». Para la reelaboración, se utilizó la tecnología de grabación QSound, que convertía el sonido estereofónico convencional en un sistema tridimensional completo sin la necesidad de emplear ningún otro hardware especial, como equipos especiales o altavoces adicionales, sino un equipo estéreo normal de dos altavoces. Considerado un «nuevo y revolucionario sistema de sonido», QSound fue concebido en 1980 por Don Lowe y John Leespor, de la empresa canadiense Archer Communications Inc., con sede en Calgary, y tardó más de nueve años en perfeccionarse. La tecnología potenciaba el efecto estéreo que hacía que los sonidos parecieran proyectarse desde su fuente en lugar de proceder del altavoz; para lograr este efecto, se conectaba un ordenador con un programa especial a un equipo de producción normal en un estudio durante el proceso de grabación final, es decir, en la parte de la mezcla de un disco. De esta manera, el sistema iba «más allá del estéreo normal» y creaba la ilusión de que la música o los efectos de sonido «emanaban de docenas de fuentes», como si procedieran de cualquier lugar de una habitación, de izquierda a derecha, de delante hacia atrás, de arriba hacia abajo e, incluso, de detrás de la cabeza del oyente. The Immaculate Collection se convirtió en el primer álbum publicado en utilizar QSound.
Para el recopilatorio, Pettibone trabajó con el sistema en Manhattan, con frecuentes visitas de Madonna, quien se había mostrado entusiasmada con el proceso. La tecnología se utilizó en la sala de control como un equipo externo que se aplicó a un instrumento o pista vocal en particular y proporcionó su propio operador de computadora para manejar el sistema. Una de las dos unidades de dicho sistema contenía la computadora y el equipo de procesamiento, mientras que la otra albergaba seis convertidores de digital a analógico. En una entrevista con Billboard, explicó que no funcionó con todos los instrumentos y que el procesamiento, realizado en el dominio digital, se aplicó mejor a las frecuencias bajas y medias; en este sentido, colocó el instrumento fuera de fase con respecto al resto de la grabación, dando la sensación de que estuviera en su propia posición fuera de la mezcla estéreo: «Da un sonido tridimensional si te sientas directamente frente a los altavoces, con estos ligeramente inclinados hacia ti. Si no estás sentado en el centro, solo tiene un efecto de aumento de ondas en el sonido; lo hace más prominente». El proceso permitió que el oyente escuchara instrumentos como congas por el oído derecho, sintetizadores por el izquierdo y la voz de Madonna entrando y saliendo por ambos lados, todo ello a varios metros de los altavoces. Además, se aprecia el uso de QSound en la reverberación para expandir la percusión incidental. Un crítico describió cómo la artista comienza «firmemente» en el centro, pero luego su voz se desplaza hacia la izquierda y resuena acompañada de coros que parecen provenir desde detrás de la cabeza del oyente. Sobre su trabajo en las canciones del recopilatorio, el productor profundizó:

Bueno, en realidad cambiamos un poco algunas canciones, pero la mayoría las mantuvimos en su forma original. Como «Holiday», «Lucky Star», etcétera, etcétera; esas eran todas las producciones originales. La remezcla realmente fue solo para crear el QSound y hacer que la canción te envolviera cuando la escucharas en un punto determinado frente a los altavoces. [...] No fue fácil de hacer. Pero, de nuevo, fue una de esas cosas de... ya sabes, «date prisa, esto tenía que salir la semana pasada». Fue un trabajo a contrarreloj.

En general, no hay modificaciones «drásticas» en las remezclas, sino que son «discretas y sin trucos» y, como resultado, las canciones se «mantienen perfectamente» junto a las originales. Lo único que cambia es que, al compararlas en los álbumes de Madonna con las versiones mejoradas con QSound, su registro y los instrumentos suenan «notablemente más completos y definidos» en The Immaculate Collection, de acuerdo con Stephen Holden, de The New York Times. De esta manera, la tecnología permitió percibir mejor los cencerros en «Holiday», la sección de violonchelo en «Papa Don't Preach», el triángulo sintetizado en «Material Girl» y los coros de «Like a Prayer». Varias canciones son más rápidas que sus versiones originales y algunas se desvanecen antes, mientras que otras están seguidas unas de otras. Aunado a ello, el productor reelaboró y creó nuevas mezclas para «Into the Groove», «Express Yourself» y «Like a Prayer». «Lucky Star» inicia con un sintetizador vibrante que «parece dar dos vueltas completas alrededor de tu cabeza» e, incluso, se puede escuchar su voz preguntar What are you lookin' at («¿Qué estás mirando?») al inicio de «Vogue» como si estuviera detrás del oyente. Pettibone, Hotoda y Hutchinson tuvieron solo unas pocas semanas para perfeccionar la mezcla del disco, y finalmente todo el proceso de producción duró un mes y medio. Tras escuchar los resultados, la cantante expresó: «Por fin, algo comparable a los pequeños sonidos de mi cabeza». Por su parte, Pettibone aseguró que la idea era que el estéreo sonara «más estéreo» y «aún mejor» para que el oyente pudiera oír aspectos en las canciones que nunca antes había oído. A pesar de ello, calificó el proyecto de Madonna como una «prueba de laboratorio» para QSound, dado que había margen de mejora y señaló que «les dimos mucha información sobre lo que pensábamos que podría y debería hacer». De acuerdo con Anthony Gitter, portavoz de Archer Communications, el disco utilizaba el proceso de una manera «sutil» que no reflejaba la «amplia capacidad de la tecnología».

### Material nuevo
Dado que el público de Madonna ya poseía las canciones incluidas en el recopilatorio, la cantante buscaba dar un «estímulo» a sus fanáticos, quienes deseaban escuchar «algo fresco y nuevo». Con este propósito, y para darle un impulso al disco y atraerlos a «invertir» en la colección, grabó dos canciones originales que, según David Sinclair, del periódico británico The Times, estaban «bastante alejadas del material alegre con el que se lanzó al estrellato». La noticia de estos temas nuevos fue anunciada por el periodista Larry Flick en la edición del 13 de octubre de 1990 de la revista Billboard. Con los títulos de «Justify My Love» y «Rescue Me», el álbum culminaba con estas canciones.

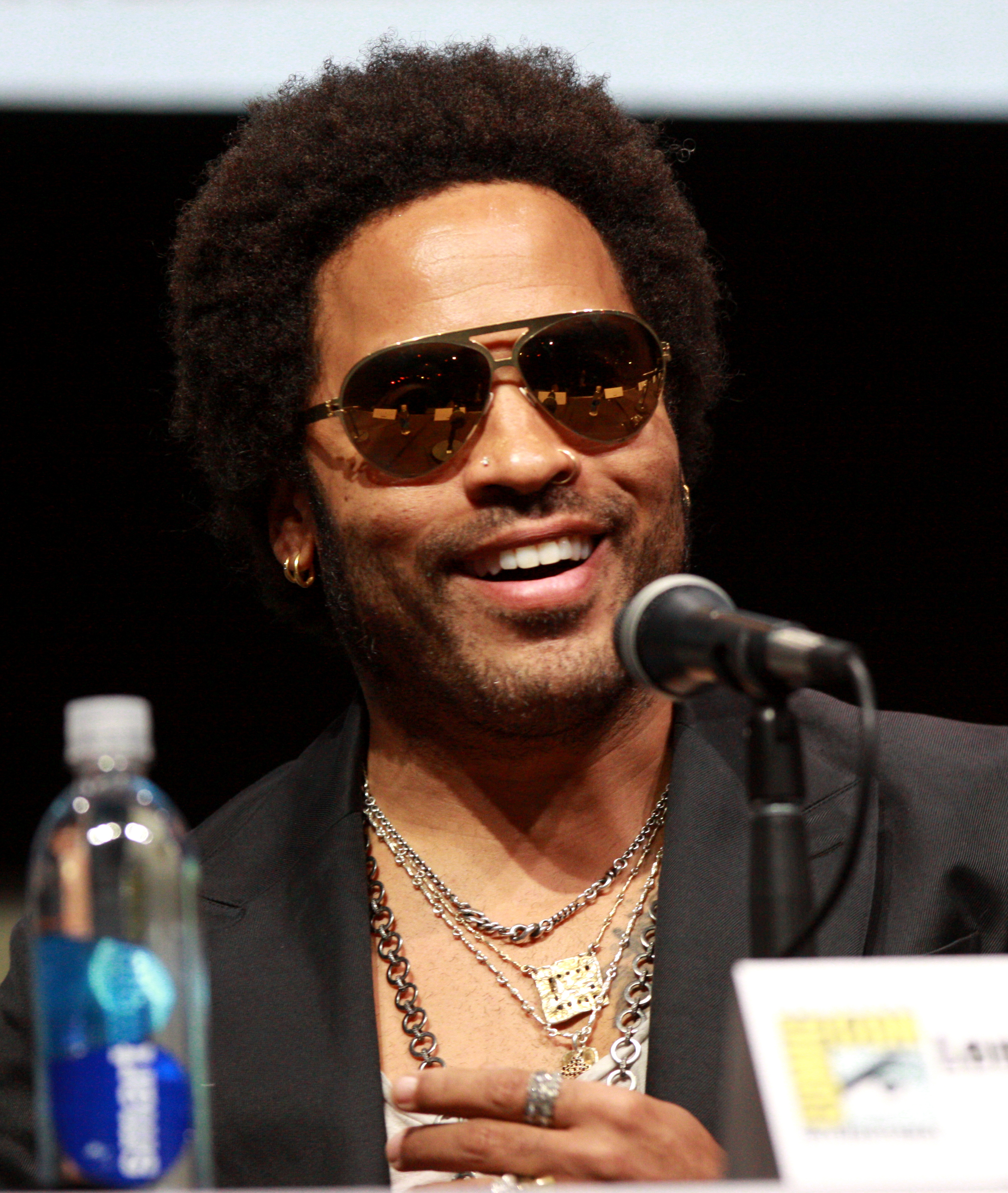
En la imagen, el cantante estadounidense Lenny Kravitz, coautor de «Justify My Love», una de las dos canciones nuevas incluidas en The Immaculate Collection.

«Justify My Love» fue compuesta por Lenny Kravitz e Ingrid Chavez, una poeta de Mineápolis que había coprotagonizado Graffiti Bridge (1990) con Prince, y producida por el primero y André Betts. Chavez y Kravitz habían mantenido una relación previamente y ella extrajo la mayor parte de la letra de una carta de amor que le había escrito tiempo atrás, pero que nunca se la envió. Se reunió con él mientras filmaba Graffiti Bridge; este último ideó el título de la canción y, junto con Betts, la pista de acompañamiento. El desarrollo resultó «sorprendentemente sencillo», ya que Betts había puesto «un ritmo en marcha» y el músico compuso una línea de sintetizador; durante la grabación, Chavez cantó la letra, descrita como una epístola hacia Kravitz, en una sola toma. Aquel consideró que «sería perfecta» para Madonna, con quien mantenía una amistad, por lo que le presentó la maqueta en Nueva York; tras escucharla varias veces, aceptó grabarla y ambos comenzaron a trabajar en ella al día siguiente. En julio de 1991, meses después de que la canción saliera a la venta, Chavez, que no había sido acreditada, presentó una demanda federal contra Kravitz, en la que sostenía que había escrito toda la letra, pero se le había convencido de que renunciara a la autoría y a tres cuartas partes de sus derechos de autor a cambio de quinientos dólares. La compositora argumentó que Kravitz solo había escrito el título y Madonna «cambió una línea»; además, mencionó que acordaron no incluir su nombre por razones «personales y profesionales» en ese momento, pues temía que la esposa del músico sospechara que tenían una relación. A finales de enero de 1992, ambos llegaron a un acuerdo extrajudicial; si bien no se habían revelado al público los términos del acuerdo económico, recibió un crédito oficial y una parte de los derechos de autor. Betts también había presentado una demanda contra el músico, en la que alegaba que se le había prometido el crédito de coproductor y la mitad de los derechos, pero solo obtuvo un crédito de productor asociado y no le pagaron por su trabajo. Descrito como un número de trip hop con influencias del hip hop, utiliza un sample que había aparecido previamente en «Security in the First World», de la banda estadounidense Public Enemy, que, a su vez, se basa en uno de los ritmos de batería que Clyde Stubblefield creó para «Funky Drummer» (1970), uno de los clásicos de James Brown. Ha sido considerado un «caso atípico» en el canon de Madonna, pues el sonido se alejaba del «pop alegre» de sus anteriores proyectos y, de acuerdo con la historiadora Mary Gabriel, representó su primera incursión vocal «en la sexualidad de una mujer madura». En este marco, la artista emplea la técnica de la palabra hablada y «susurra» sobre un ritmo de hip hop «hipnótico y minimalista». La letra es una «oda al sadomasoquismo», en la que la narradora suplica a su amante que «justifique su amor» en un tono «tan íntimo» que el oyente «se siente como un intruso».
La composición y producción de «Rescue Me», de ritmo más rápido, estuvieron a cargo de Madonna y Pettibone. Anthony Shimkin, asistente de este último y quien también había colaborado con la cantante en algunas remezclas de los sencillos de Like a Prayer y en «Vogue», declaró que había participado en la creación del tema; de hecho, era la primera vez que componía para la artista, pero no fue acreditado. De géneros dance pop y góspel-house, añade un toque ambiental con la flauta y un sonido de R&B/house. Tal como en «Justify My Love», la intérprete emplea la palabra hablada, así como un estilo soul e interpolaciones de jadeos. Inicia con el sonido de truenos y lluvia que parece «venir del cielo, incluso si estás sentado en tu casa», y el denso arreglo musical incluye muchos coros; hacia el final, Madonna canta los últimos versos con voz gutural mientras los instrumentos se desvanecen para dejar solo los coros y luego el sonido de los truenos y la lluvia. Descrita como «confesional», la letra es una declaración sobre el poder del amor y recurre mucho a la metáfora del ahogamiento, así como referencia a «Stop Her on Sight (S.O.S.)» (1966), de Edwin Starr, y «Respect» (1967), de Aretha Franklin, cuando habla sobre enviar un SOS a su amante. Madonna volvería a trabajar con Betts, Pettibone y Shimkin en su siguiente álbum de estudio, Erotica (1992). Ambas canciones representaron la nueva dirección musical y temática que abordaría la cantante en los siguientes años: «Fría, atmosférica, centrada en el sadomasoquismo y otras formas de juegos de poder sexual».
«Can't Get Over You» había sido compuesta por Madonna y su colaborador habitual Stephen Bray con la intención de formar parte del recopilatorio como la tercera canción nueva, aunque al final no se incluyó en la lista de temas. Tiempo después, pasó a manos de Nick Scotti, un actor, modelo y cantante estadounidense, cuya grabación fue producida y remezclada por Pettibone y contó con la participación de Madonna en los coros. La versión de Scotti, caracterizada como un número funky, se renombró «Get Over» y figuró en su álbum debut epónimo, publicado en 1993, aunque antes ya había aparecido en la banda sonora de la película Nothing but Trouble (1991). Salió a la venta como sencillo en un vinilo de doce pulgadas y alcanzó el 33.º puesto en la lista estadounidense Dance Club Songs. La maqueta original que Madonna había grabado permanece inédita.

## Título

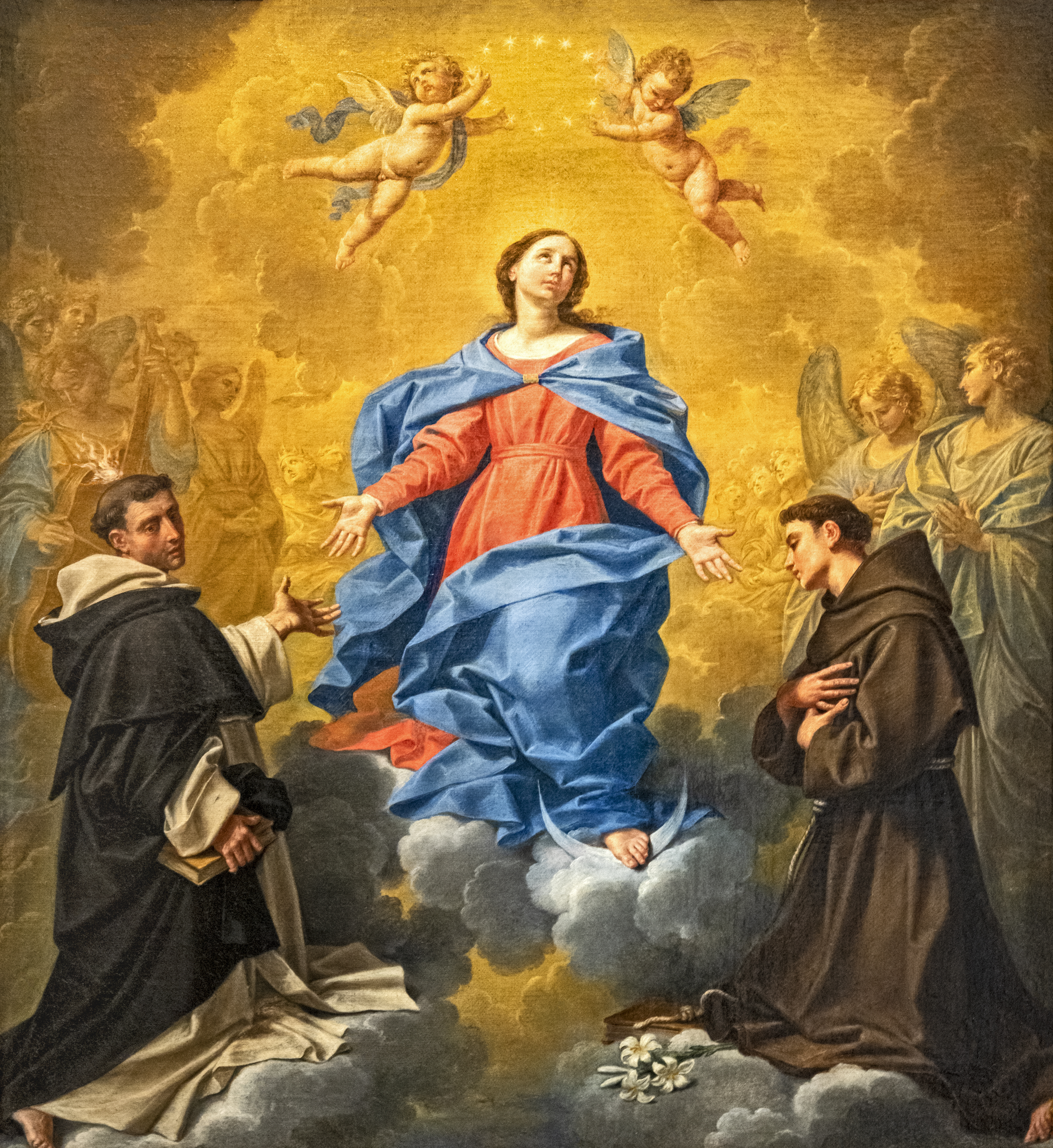
El título del álbum es un juego de palabras que alude a la Inmaculada Concepción, un dogma de la Iglesia católica que sostiene que María, la madre de Jesús, nació libre del pecado original.

Originalmente, el recopilatorio iba a llamarse Ultra Madonna, pero Warner Bros. descartó la idea por temor a que se confundiera con Ultra Naté, una popular artista de música dance que pertenecía a la misma discográfica. El título The Immaculate Collection es un juego de palabras que alude a la Inmaculada Concepción, un dogma de la Iglesia católica que sostiene que María, la madre de Jesús, nació libre del pecado original; esta «inmaculada concepción» se ha convertido en un relato sagrado de la divinidad tanto de Dios como de la propia María. La artista aprovechó el interés general del público por la figura de la Virgen María en ese momento para darle ese nombre al álbum. De hecho, en The Everything Mary Book (2006), los autores Jenny y John Schroedel sugirieron que era «posible que Madonna haya ganado popularidad en parte porque la sociedad está llena de sentimientos encontrados sobre la Virgen María y la sexualidad». Además, se inspiró en sus «recientes batallas» con la Santa Sede; en este sentido, según Marlene Targ Brill, en America in the 1990s (2010), el título fue una respuesta al entonces papa Juan Pablo II, luego de que este pidiera que se prohibiera uno de los conciertos de «alto contenido sexual» que había ofrecido en Italia ese mismo año durante la gira Blond Ambition World Tour.
Según el autor Rikky Rooksby, el título «enfureció sin dudas a los feligreses», pero también atrajo comentarios y análisis por parte de académicos y periodistas. Christopher H. Partridge, en The Lyre of Orpheus: Popular Music, the Sacred, and the Profane (2013), sostuvo que, a lo largo de su carrera, la artista, criada en el catolicismo, había construido su personalidad «transgresora» y sus actuaciones escénicas en torno a una ambivalencia hacia su fe; en este sentido, observó que el título, las ilustraciones y el contenido del recopilatorio jugaban con el significado teológico tradicional de la virginidad y lo yuxtaponían con una significación relacionada con la promiscuidad sexual. Según el editor Matthew Rettenmund, en su libro Encyclopedia Madonnica (1995), el álbum fue «ingeniosamente nombrado» como una referencia más al catolicismo en la carrera de la cantante, aunque añadió que también aludía a su posición como una «"diosa" del pop». A Paul Zach, del periódico singapurense The New Paper, no le pareció «ninguna sorpresa» el nombre, puesto que antes ya había «intentado realzar su imagen profana con símbolos sagrados». Carl Olson, en An Introduction to Religion and Religious Themes in Rock Music (2011), señaló que no solo hacía referencia a la Madre de Dios, sino también a la propia Madonna, mientras que el profesor Chester Gillis, en el libro Catholic Faith in America (2003), mencionó que a ella «nunca se le escapa una referencia religiosa». En un análisis más amplio a las canciones, vídeos y películas de la cantante, John Evan Seery, autor de Political Theory for Mortals: Shades of Justice, Images of Death (1996), sugirió que era un reflejo de temas como las «resistencias al cristianismo». En un artículo periodístico sobre la función cambiante de la religión en la sociedad estadounidense, David Briggs, escritor de Associated Press, subrayó la ironía de que una artista llamada Madonna, adornada con un crucifijo, sacara provecho de la imaginería religiosa con títulos como The Immaculate Collection.

## Dirección de arte

### Portada
La portada de The Immaculate Collection no cuenta con la imagen de Madonna; en su lugar, varias fotografías en blanco y negro de la cantante, tomadas por el estadounidense Herb Ritts, se incluyeron en el interior del folleto. Dichas imágenes habían sido tomadas por el fotógrafo durante una sesión que Madonna realizó para la edición de junio de 1990 de la revista Interview. Ritts, quien había entablado una larga amistad con ella, se había encargado anteriormente de las carátulas de True Blue (1986), You Can Dance (1987) y Like a Prayer (1989), así como de la dirección del videoclip de «Cherish», y el recopilatorio supuso su último proyecto con la artista. En un principio, una de las imágenes de la sesión, en la que Madonna aparecía con el flequillo puntiagudo negro y un bombín, iba a servir como la portada del disco, pero la cantante la descartó dado que la hacía parecer como «Mike Tyson». Aunque Warner Bros. prefirió aquella a la «provocativa imagen» en la que se agarraba la entrepierna, al final se llegó a un acuerdo por la portada «sencilla» existente en la que su «famoso rostro» no figuró.
En otra de las fotografías incluidas en el folleto, se la ve con el cabello negro recortado posando frente a un urinario en un baño de hombres, lo que, según la revista argentina Pelo, causaría «revuelo en la prensa sensacionalista». Esta imagen había sido utilizada previamente en un anuncio de cuatro páginas en The New Paper, como parte de la campaña de promoción del recopilatorio de Warner Music Singapore, lo que generó quejas entre varios lectores. Paul Zach, de este mismo periódico, sintió que se había «rebajado» a ese nuevo look con un aspecto «aún más sórdido que de costumbre, aunque la sordidez no es nada nuevo para Madonna». Un reportero de The Straits Times consideró que tanto esa como las demás fotografías formaban parte de una «jugada» de la artista, al haber «sacado provecho» de las imágenes de Ritts —que habían sido tomadas tiempo atrás— para hacerlas pasar como si hubieran sido parte de un nuevo look para el álbum. Además, el periodista prefirió su estilo rubio al de la «morena "urinaria"». Glen Sansone, de la revista CMJ New Music Report, tampoco quedó conforme con la carátula, a la que calificó como la «más fea» de la semana. También señaló que, a pesar de ser su colección de grandes éxitos con la mayoría de las canciones más «esenciales» de su carrera, «su portada sin sentido y sin vida, con un fondo azul pálido, acompañada de fotos nauseabundas de Madonna luciendo más pretenciosa y horrible que nunca, debería hacer que más wannabes busquen nuevos modelos a seguir».

### Diseño y notas
El álbum se empaquetó en una funda desplegable cuyo diseño consistió en un logotipo turquesa y dorado «vulgar». El diseño quedó a cargo de la pareja conformada por John y Jeri Heiden, de Warner Bros.; esta última, que también fue la responsable de la dirección de arte, ya había trabajado con Madonna anteriormente en Like a Virgin, True Blue, You Can Dance y Like a Prayer. En el interior del folleto, aparecen los créditos de cada una de las diecisiete canciones, así como las letras de «Justify My Love» y «Rescue Me». Los autores Jenny y John Schroedel señalaron que los colores azul y dorado utilizados en el fondo y el logo coincidían con algunos de los colores propios de las imágenes tradicionales de la Virgen María.
Por su parte, el periodista y veterano de la industria Gene Sculatti, considerado uno de los escritores de notas de álbumes «más prolíficos» de la industria, se encargó de redactar las notas del libreto. En ellas, describe los inicios de Madonna, el «alboroto subsiguiente» que tuvo su carrera y cómo sus canciones «literalmente sacudían el mundo». Las notas concluyen con un comentario que, según el biógrafo Daryl Easlea, destaca el «entusiasmo apenas disimulado de todos los involucrados en el proyecto». Madonna siguió haciendo referencia al catolicismo en The Immaculate Collection y, en el folleto, dedicó el álbum al papa, a quien llamó «mi inspiración divina», aunque se ha esclarecido que se refería en realidad a su hermano, Christopher Ciccone, cuyo apodo era, precisamente, el «papa».

## Publicación

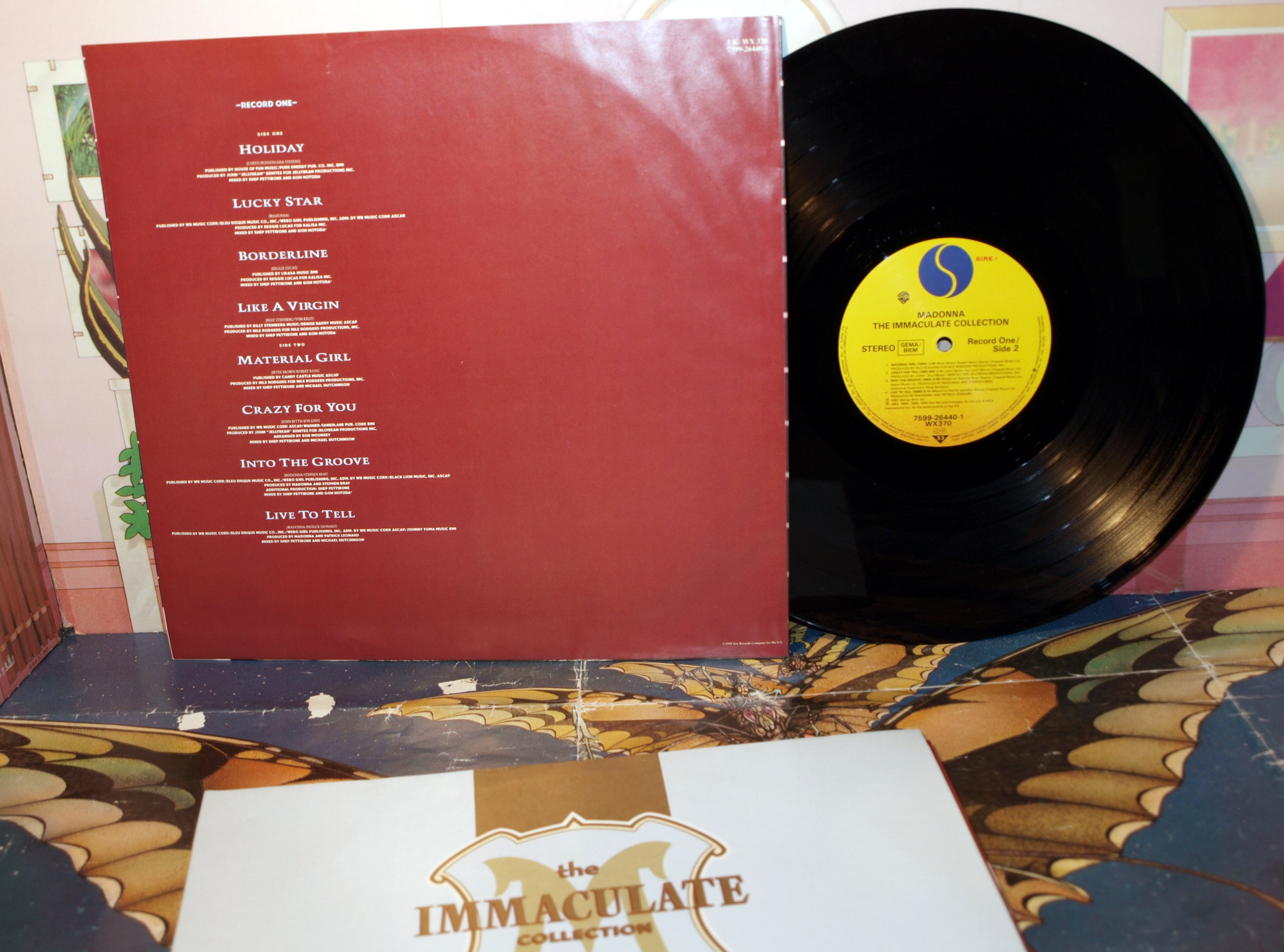
El álbum salió a la venta en los formatos físicos de vinilo, casete y disco compacto. En la imagen, una de las ediciones en vinilo.

Los primeros reportes sobre el lanzamiento de un nuevo recopilatorio de Madonna bajo el título de The Immaculate Collection, junto con el anuncio de la incorporación de la tecnología QSound, surgieron entre mediados y finales de octubre de 1990 en publicaciones como Billboard, Hits, Radio & Records y The Straits Times. Originalmente planeado para el 29 de ese mismo mes, finalmente salió a la venta el 9 de noviembre a través de las compañías Sire y Warner Bros. Records. El material estuvo disponible en los formatos físicos de vinilo, casete de doble duración, casete compacto digital y CD. En el Reino Unido, salió al mercado el 12 de ese mes a través de la compañía WEA, mientras que en los Estados Unidos fue lanzado un día después, el 13. En este último país, Billboard informó que, aunque la colección fue editada por Warner Bros., la discográfica no había firmado un acuerdo a largo plazo con Archer Communications, propietaria de QSound. En Australia y Europa, la difusión en CD ocurrió el 16 de noviembre, mientras que en Japón se lanzó al día siguiente con el título Ultra Madonna: Greatest Hits (del japonés ウルトラ・マドンナ～グレイテスト・ヒッツ).
El lanzamiento del recopilatorio estuvo acompañado de un VHS del mismo nombre, editado también el 13 de noviembre en los Estados Unidos, que contenía en orden cronológico doce de los videoclips «más importantes» de Madonna, comprendidos entre 1983 y 1990, así como la presentación de «Vogue» en los MTV Video Music Awards. El 4 de diciembre, Warner Bros. lanzó una caja recopilatoria especialmente diseñada de edición limitada titulada The Royal Box, que contenía un CD o casete del álbum en un digipak cubierto de tafetán azul, una copia del VHS, un póster plegao a todo color de Madonna interpretando «Vogue» en los premios MTV y cinco postales en blanco y negro. Alan Jones, de la revista Music Week, elogió el «acertado» título y lo reconoció como el mejor lanzamiento del año. El paquete se editó a mediados de enero del año siguiente en el Reino Unido, pero fue retirado de las tiendas el mismo día de su lanzamiento, de manera que, casi de inmediato, se convirtió en un «codiciado» objeto de colección; a las pocas semanas, había alcanzado tres veces el precio minorista original de 72 USD. Un EP de edición limitada llamado The Holiday Collection se comercializó en Europa en junio de 1991. Este material incluyó la canción «Holiday», así como «True Blue» (1986), «Who's That Girl» y «Causing a Commotion» (1987), que habían sido excluidos de la lista de temas del recopilatorio.

### Campaña publicitaria
El álbum fue lanzado en medio de una «oleada de publicidad mundial». En los Estados Unidos, fue promocionado con un anuncio de página completa en la edición del 10 de noviembre de 1990 de Billboard, en el que se informaba su disponibilidad en distintos formatos físicos y una explicación sobre el uso de QSound. Varios pósteres y carteles publicitarios distribuidos en el país incluían el eslogan What a body of work!; en Irlanda, el eslogan se cambió por Your prayers are answered. Coming soon («Sus plegarias han sido escuchadas. Próximamente»), pero poco tiempo después fue prohibido. En el Reino Unido, WEA gastó medio millón de libras esterlinas en lo que fue su campaña de promoción más grande hasta la fecha, con el objetivo de captar «a uno de cada dos compradores de discos». La promoción en aquel país incluyó una «ajustada campaña de televisión», con un anuncio de treinta segundos producido por la empresa Quick on the Draw que comenzó a emitirse el 19 de noviembre. Además, la campaña de cooperación de WEA con las tiendas minoristas Our Price y Woolworth transmitió el mensaje a nivel nacional durante dos semanas más, lo que ayudó a estimular las ventas del álbum. Tony McGuinness, entonces jefe de márquetin de WEA, explicó que la gran notoriedad de la artista permitió que la compañía se ajustara a un presupuesto realista. También comentó que el anuncio de televisión había sido «la piedra angular de toda la campaña», y añadió: «Todo el material de prensa y en las tiendas provino del anuncio, lo cual es inusual en sí mismo, porque normalmente los anuncios de televisión emanan de la portada del álbum». El 7 de diciembre, el programa de artes Omnibus emitió Madonna: Behind The American Dream, una mirada detrás de escena del Blond Ambition World Tour que sirvió tanto como adelanto del documental Truth or Dare como anuncio extendido de The Immaculate Collection.

### Reediciones
The Immaculate Collection ha sido reeditado en numerosas ocasiones en CD y vinilo; entre 1993 y 2018, volvió a publicarse en Japón y otros territorios a través de WEA Japan, WEA International y Rhino. Por ejemplo, en 1993, se publicó una versión llamada Australian Tour Limited Edition con motivo de la primera visita de Madonna a Australia como parte de su gira The Girlie Show. El 29 de octubre de 1999, Warner Music Europe relanzó el álbum en formato Minidisc, junto con títulos de catálogo de otros artistas. Ese mismo año, WEA Music France publicó una caja recopilatoria que contenía todas las canciones de The Immaculate Collection en un primer CD y todas las de You Can Dance (1987) en el segundo. En Australia y Nueva Zelanda, se distribuyó otra caja que, además del recopilatorio, incluía Ray of Light, su séptimo álbum de estudio. Dos años después, concretamente en julio de 2001, se editó una tercera caja que incluía el disco de grandes éxitos junto con Something to Remember, otro recopilatorio de la artista de 1995.
En 2002, se lanzó únicamente en Alemania un CD doble titulado The Best of I + II que recopilaba los dos álbumes de grandes éxitos de Madonna hasta ese momento, The Immaculate Collection y GHV2 (2001). En septiembre de 2005, el recopilatorio estuvo disponible de manera digital en la tienda iTunes junto con el resto del catálogo de la intérprete. Hubo otras reediciones limitadas en CD en 2012, 2013 y 2016, así como en un vinilo doble en 2017 y junio de 2018. El relanzamiento en este último formato quedó a cargo del sello Rhino como parte de su campaña Start Your Ear Off Right y fue prensado en colores azul/blanco y dorado. En mayo de 2023, estuvo disponible por primera vez en el servicio de música Apple Music con efecto de audio espacial; el productor Mike Dean supervisó la nueva mezcla utilizando la tecnología Dolby Atmos para «sumergir al oyente en una cúpula de sonido».

## Sencillos

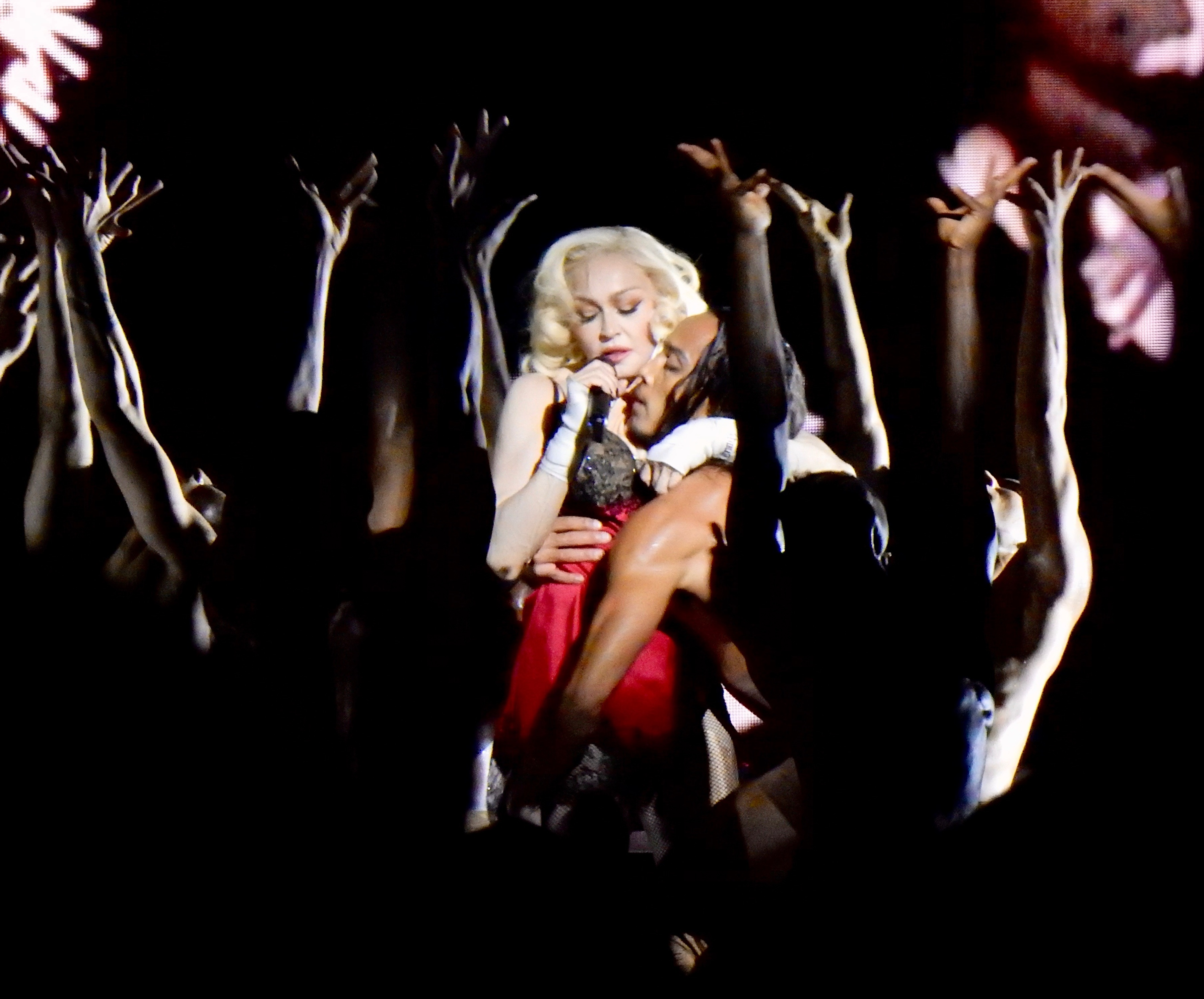
Madonna interpretando «Justify My Love», el sencillo principal de The Immaculate Collection, en la gira The Celebration Tour (2023-2024). El videoclip de la canción fue el primero en ser rechazado por el canal MTV, lo que motivó a su lanzamiento en VHS.

«Justify My Love» salió a la venta como el sencillo principal de The Immaculate Collection el 6 de noviembre de 1990 en los Estados Unidos y el 26 de ese mes en el Reino Unido. Pasó dos semanas consecutivas en lo más alto del Billboard Hot 100 a principios de 1991 y Madonna se convirtió en la artista femenina con la mayor cantidad de sencillos número uno en la lista, con nueve. También representó su duodécimo número uno en el conteo de Canadá, más que cualquier otra artista femenina, y su sexto en Finlandia, mientras que estuvo entre los diez más vendidos en Alemania, Australia, Austria, Bélgica, Irlanda, Noruega, Nueva Zelanda, los Países Bajos, el Reino Unido —donde además fue su decimotercer top diez—, Suecia y Suiza, entre otros. Jean-Baptiste Mondino, quien ya había trabajado con Madonna en «Open Your Heart» (1986), dirigió el videoclip de la canción, que se filmó en blanco y negro en París (Francia). Considerado el «más controvertido de todos los tiempos», la trama, un homenaje a la película de 1963 La baie des anges, protagonizada por Jeanne Moreau, retrata las fantasías eróticas de la cantante y su amante —interpretado por su pareja de entonces, el modelo Tony Ward— durante una cita en un hotel de la ciudad francesa; dichas fantasías comprendían voyerismo, bisexualidad, travestismo, sadomasoquismo moderado y múltiples parejas. Descrito por la artista como una «celebración del sexo» y de la «honestidad», el estreno mundial iba a realizarse originalmente en MTV el 1 de diciembre, como parte de un especial de 48 horas dedicado a la artista titulado «Madonnathon»; sin embargo, cuando los ejecutivos de la cadena vieron las escenas completas el 26 de noviembre, anunciaron al día siguiente que habían cancelado su transmisión debido a su contenido explícito, por lo que fue el primer vídeo rechazado por la MTV. La cadena había emitido un comunicado en el que expresaba su respeto por la artista, pero afirmaba que el videoclip «simplemente no era para nosotros», y se negó a hacer más comentarios. Otros canales de televisión estadounidenses y canadienses también rechazaron transmitirlo, entre ellos VH1 y MuchMusic, aunque se emitió sin censura en The Jukebox Network, un canal de pago, y algunos fragmentos alterados electrónicamente habían aparecido en el programa Saturday Night Live y en la CNN. La prohibición dio lugar a informes de prensa, titulares y «chismes» que, según Liz Smith, del Sarasota Herald-Tribune, «solo generarían más interés en el álbum». Durante una entrevista concedida el 3 de diciembre al programa Nightline de la ABC, que había emitido el vídeo en su totalidad y sin cortes, Madonna defendió «la libertad de palabra y de expresión» y cuestionó que el público estuviera dispuesto a ver «una película en la que alguien vuela en pedazos sin motivo y nadie quiera ver a dos chicas besándose o a dos hombres acurrucándose». Debido a su prohibición, el 11 de diciembre salió a la venta en formato VHS, el primero disponible comercialmente, y se convirtió en el sencillo en vídeo más vendido de la historia, con más de un millón de copias, la mitad de ellas distribuida tan solo en los Estados Unidos. Hoy en día, la controversia se recuerda como una de las mayores polémicas en la carrera de la intérprete.
En el Reino Unido, Sire y Warner Bros. publicaron «Crazy for You» como el segundo sencillo del recopilatorio el 18 de febrero de 1991. La canción ya había sido lanzada en 1985 como parte de la banda sonora de la película Vision Quest, en la que Madonna participó, y había alcanzado la segunda posición en el UK Singles Chart; para esta ocasión, se editó la remezcla de Pettibone y se añadió como lado B «Keep It Together», del álbum Like a Prayer, que no había tenido un lanzamiento físico en dicho país. El tema debutó en el segundo puesto y supuso el decimocuarto sencillo de la artista en ingresar dentro de los diez primeros, cifra que ningún otro artista había igualado. Se mantuvo en la segunda posición dos semanas, solo por detrás de «Do the Bartman», del reparto de Los Simpson, y «Should I Stay or Should I Go», de la banda The Clash. Además del Reino Unido, alcanzó el tercer puesto en Irlanda y el sexto en la lista Eurochart Hot 100 Singles, de la revista Music & Media.
Inicialmente, no había planes de publicar «Rescue Me», por lo que tampoco se filmó un videoclip oficial; sin embargo, su continua difusión en las estaciones de radio llevó a que Sire y Warner Bros. decidieran lanzarlo a la venta. De esta manera, en los Estados Unidos fue el segundo sencillo del álbum y estuvo disponible comercialmente el 23 de febrero de 1991, mientras que, en el Reino Unido, fue el tercero y salió al mercado el 1 de abril de ese año, con «Spotlight» —de su álbum de remezclas You Can Dance (1987)— como lado B. Comercialmente, estuvo entre los diez primeros en Canadá, Dinamarca, Estados Unidos —donde fue su 22.º top diez de un total de veintitrés entradas—, Finlandia, Irlanda, Noruega, los Países Bajos, el Reino Unido y Singapur. De estos países, destaca su recepción en el Reino Unido, donde representó el vigesimoquinto top diez de Madonna y su octavo sencillo en ingresar directamente entre los cinco primeros lugares, así como en los Estados Unidos, donde tuvo el quinto mayor debut en la historia del Billboard Hot 100 y el más alto en más de veinte años desde «Let It Be», de The Beatles. Además, estableció un nuevo récord como el debut más alto por una solista femenina y fue, en aquel momento, solo uno de los cuatro sencillos en entrar dentro de los veinte primeros de la lista.
Editado en dos ocasiones, una en enero de 1984 y otra en el verano boreal de 1985, «Holiday» volvió a publicarse por tercera vez en el Reino Unido, mientras la «locura» por The Immaculate Collection aún estaba en «pleno auge». Lanzado el 27 de mayo de 1991, con «True Blue» (1986) en el lado B del vinilo de 7", fue el cuarto y último sencillo del álbum en el país; su lanzamiento estuvo acompañado del EP The Holiday Collection y se promocionó con un videoclip tomado de su actuación en el Blond Ambition World Tour. Obtuvo el mayor debut de la semana, al ingresar en el duodécimo puesto el 8 de junio, y posteriormente ascendió hasta el quinto. Además, alcanzó la tercera posición tanto en Finlandia como en Irlanda, así como la decimotercera en el Eurochart Hot 100 Singles.

## Recepción comercial
Considerado un «éxito clamoroso», The Immaculate Collection obtuvo «excelentes resultados» comerciales, pues llegó al primer puesto en las listas musicales de varios países del mundo y se convirtió en el álbum de Madonna que más rápido se vendió hasta ese momento. Tan solo tres meses después de su lanzamiento, había comercializado 6.6 millones de copias a nivel internacional, cifra que incrementó a siete millones para julio de 1991, once para abril de 1992, cuando se reportó que Madonna había fundado su propia compañía de entretenimiento, Maverick, y veintidós millones hasta noviembre de 2001, cuando salió al mercado su segundo álbum de grandes éxitos, GHV2. Las últimas actualizaciones proporcionadas por los medios estiman las ventas mundiales en treinta millones, siendo el trabajo discográfico con mayores ventas de su carrera, el álbum de grandes éxitos más vendido por una mujer, récord que figuró en el Libro Guinness de los récords, así como el más vendido por un artista solista, y uno de los más exitosos de todos los tiempos a nivel general.

### América

#### Estados Unidos
En los Estados Unidos, The Immaculate Collection ingresó a la lista Billboard 200 el 1 de diciembre de 1990 en la 32.º posición, lo que representó el mayor debut de esa semana. Tras ascender al decimosegundo puesto en la edición siguiente, Paul Grein, de Billboard, predijo que tenía posibilidades de ser el primer álbum de grandes éxitos en llegar a lo más alto del conteo en más de una década. No obstante, a pesar de un «gran impulso» de las ventas durante la temporada navideña, empezó a competir por el primer lugar con To the Extreme y Please Hammer Don't Hurt 'Em, de los raperos Vanilla Ice y MC Hammer, respectivamente, que continuaban en las dos primeras posiciones. Finalmente, el 26 de enero de 1991, alcanzó el segundo lugar por debajo de To the Extreme, que pasaba su decimosegunda semana consecutiva en lo más alto; Grein reportó que había sido el segundo álbum consecutivo de Madonna, después de I'm Breathless, en alcanzar el segundo puesto por detrás de un artista de rap. Pese a ello, fue el séptimo top diez de Madonna en la lista, así como el disco de grandes éxitos con la posición más alta en los Estados Unidos desde Greatest Hits, de Kenny Rogers, que había llegado al número uno en 1980. Las ventas se vieron beneficiadas por la controversia en torno al videoclip de «Justify My Love» y su posterior lanzamiento en VHS en diciembre de 1990, así como por el estreno del documental Madonna: Truth or Dare a mediados de 1991, que impulsó a que el material ascendiera a la vigesimosegunda posición tras más de seis meses en el mercado. Tuvo un rendimiento regular y constante en el listado, y permaneció 141 semanas seguidas en total, hasta el 25 de septiembre de 1993. No obstante, luego de que la revista anulara en noviembre de 2009 la regla que impedía que álbumes con más de dieciocho meses de antigüedad figuraran en el ranquin, reingresó en varias oportunidades; por ejemplo, en febrero de 2014, tras la presentación de la artista en la 56.ª edición de los Premios Grammy, en septiembre de 2015, con 4000 unidades vendidas, y en enero de 2016, cuando subió al número 49 —el puesto más alto desde septiembre de 1991— con 10 000 copias comercializadas tras una oferta en la tienda Google Play. Con 148, es su segundo álbum con la mayor cantidad de semanas acumuladas en el listado, después de su debut homónimo Madonna (1983). Aunque no llegó al primer puesto, Joe Lynch, periodista de Billboard, lo calificó como un lanzamiento «monumental» en los Estados Unidos.

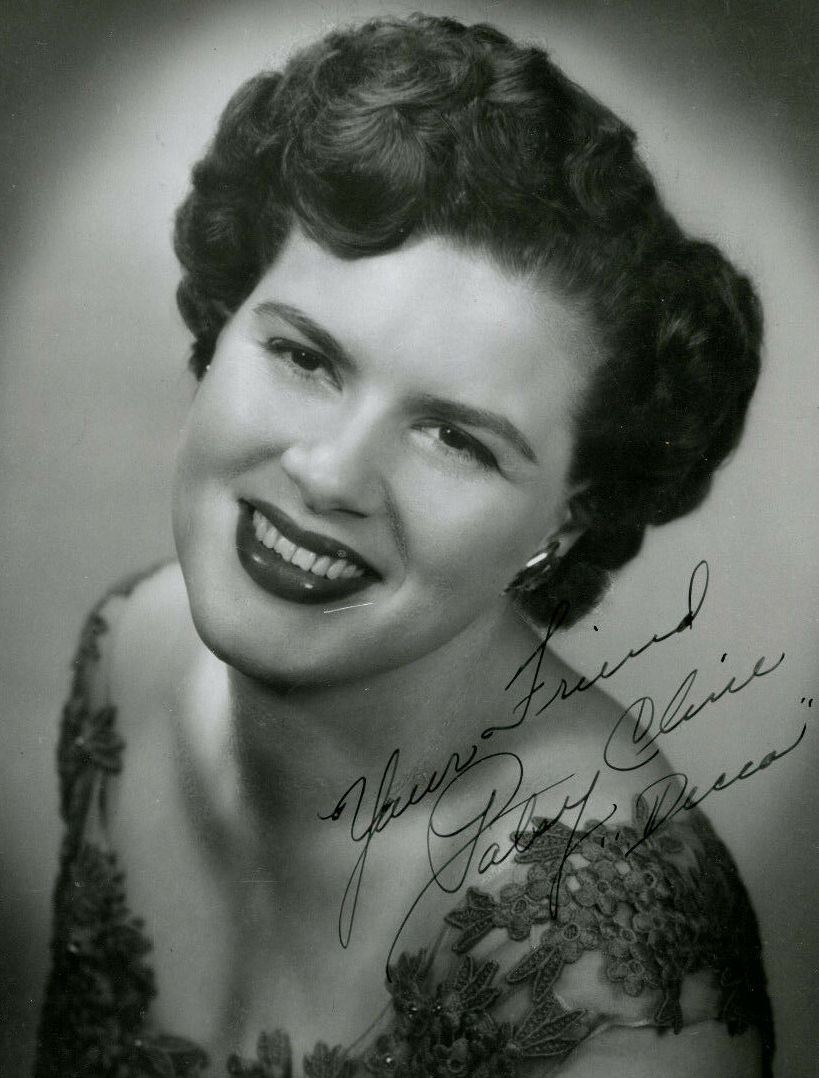
En su momento, The Immaculate Collection compartió el récord del álbum de grandes éxitos más vendido por una artista femenina en los Estados Unidos, junto con Patsy Cline's Greatest Hits (1967), de la cantante de country Patsy Cline.

El álbum fue el último de Madonna en aparecer en la lista Top R&B Albums, donde alcanzó el número 81 en la misma edición del 26 de enero de 1991. En marzo de 1995, ingresó al conteo Top Pop Catalog Albums, donde alcanzó la sexta posición más de veinte años después, concretamente el 6 de febrero de 2016, y permaneció 290 semanas en total. To the Extreme también evitó que The Immaculate Collection ocupara la primera posición en las listas de álbumes de Cash Box, Musician y Network 40. Llegó hasta la tercera casilla en los más vendidos tanto de la revista Hitmakers —después de To the Extreme y The Rhythm of the Saints, de Paul Simon— como de Hits, detrás de Vanilla Ice y MC Hammer, así como a la octava en Progressive Retail de CMJ Music Report; en esta última, logró reingresar en la edición del 18 de agosto de 2003 y ubicarse en el número 58. En septiembre de 2005, luego de que el catálogo de la cantante estuviera disponible en la tienda iTunes, ingresó a la undécima posición de la lista de álbumes digitales de Nielsen SoundScan con 1500 descargas vendidas. Por último, tras su relanzaminto en vinilo a principios de 2017, debutó en el noveno puesto del conteo de los más vendidos de dicho formato en Billboard.
El recopilatorio representó uno de los lanzamientos más populares de la temporada festiva, así como uno de los más exitosos del conglomerado Time Warner en el cuarto trimestre de 1990 y el primero de 1991. Asimismo, fue el folio musical más vendido de Warner Bros. Music Publications para enero de 1991. En abril de 1995, cuando el material superó los seis millones de copias en el país, Billboard reportó que se había convertido en el álbum de grandes éxitos con mayores ventas de la década de 1990. Asimismo, compartió el récord del más vendido por una artista femenina, junto con Patsy Cline's Greatest Hits (1967), de la cantante de country Patsy Cline, aunque la artista superaría a Cline en marzo de 2000, luego de que la Recording Industry Association of America (RIAA) lo certificara con nueve discos de platino después de lograr la marca de nueve millones de copias. En octubre de 2001, obtuvo un disco de diamante tras la venta de diez millones de ejemplares; con ello, fue el segundo premio de diamante para Madonna, después de conseguirlo en 1999 con Like a Virgin, su segundo trabajo discográfico. Según la RIAA, fue el décimo álbum femenino más vendido en la historia de EE. UU. Finalmente, en mayo de 2023, recibió once discos de platino en representación a once millones de unidades equivalentes en el país. Cabe señalar que, de dicho total, 5 992 000 copias fueron contabilizadas por el sistema informativo Nielsen SoundScan desde el inicio de sus operaciones en 1991 hasta finales de diciembre de 2016. A esta cifra se le suman 1.46 millones de ejemplares adicionales que comercializó hasta febrero de 2003 en clubes de música de venta por correo como BMG Music Club.

#### Canadá y Latinoamérica
En Canadá, The Immaculate Collection ingresó a la lista Top 100 Albums de la revista RPM el 1 de diciembre de 1990 en el duodécimo puesto; con ello, representó el debut más alto de esa semana y del año, así como el sexto álbum en ingresar entre los veinte primeros lugares. Para la edición siguiente, había certificado disco de platino y subido hasta la quinta posición, lo que supuso el mayor ascenso para un disco en su segunda semana durante 1990 y superó a AC/DC, New Kids on the Block y Depeche Mode, cuyos últimos lanzamientos habían ascendido al sexto puesto en su segunda semana. Al igual que en los Estados Unidos, hubo una «carrera reñida» por el primer lugar entre Madonna y To the Extreme, de Vanilla Ice; aunque este último había llegado a lo más alto del conteo, al final, en la edición del 19 de enero de 1991, The Immaculate Collection lo desplazó del primer puesto, donde se mantuvo por seis semanas consecutivas. Fue el primer número uno de 1991 en RPM, siendo también el primer álbum de una artista femenina en iniciar el año en dicha posición desde 1979, y el primero de la artista en alcanzar ese puesto desde True Blue (1986). En total, permaneció cuarenta semanas en la lista, cuando hizo su última aparición el 14 de septiembre en el número 98, y finalizó como el cuadragésimo disco más vendido de 1990 y el noveno más vendido de 1991. The Immaculate Collection también lideró el conteo de álbumes de la revista The Record, donde fue el tercer número uno de Madonna, después de True Blue y Like a Prayer. Estuvo presente un total de cuarenta y seis semanas, nueve de ellas en la primera posición de manera consecutiva, y se convirtió en el 42.º álbum más exitoso en la historia de la lista, con 236 puntos. En octubre de 2003, la entonces Canadian Recording Industry Association (CRIA) lo certificó con siete discos de platino, por la venta de 700 000 copias en el país.
En América Latina, el material cosechó resultados comerciales favorables. Por ejemplo, en Argentina, debutó directamente en la primera posición de la lista oficial publicada en la edición de febrero de 1991 de la revista Pelo. La Cámara Argentina de Productores de Fonogramas y Videogramas (CAPIF) lo certificó con seis discos de platino, en representación a 360 000 unidades vendidas en el país, y figuró en el noveno puesto en el ranquin de los más vendidos durante el mes de marzo de 2008. En Brasil, aunque no ingresó a ninguna lista oficial, había comercializado 310 700 copias para octubre de 1993; tiempo después, recibió dos discos de platino por parte de la organización Pro-Música Brasil tras superar la cifra de medio millón de ejemplares. En México, tampoco apareció en ninguna lista en la época de su lanzamiento, pero logró vender 800 000 copias para noviembre de 2001. En la semana del 18 al 24 de junio de 2012, alcanzó el número 65 en el conteo elaborado por la Asociación Mexicana de Productores de Fonogramas y Videogramas (AMPROFON).

### Asia-Pacífico y África
En Australia, debutó directamente en la primera posición del conteo de álbumes de ARIA Charts el 2 de diciembre de 1990, por lo que se convirtió en el tercer número uno de Madonna, después de True Blue y I'm Breathless. Estuvo cinco semanas no consecutivas en la primera posición, tres de ellas en diciembre de 1990, reemplazado luego por In Concert, de José Carreras, Plácido Domingo y Luciano Pavarotti, y dos más en enero del siguiente año. Reingresó en varias oportunidades desde 1991 hasta 2016 y estuvo presente 96 semanas en total. Vendió un cuarto de millón de unidades solo en 1990, suficiente para finalizar como el quinto álbum más popular de dicho período, y en los siguientes años fue el octavo disco más exitoso de 1991, el trigésimo noveno de 1992 y el vigésimo de 1993. Asimismo, se ubicó en el noveno puesto de los álbumes en formato CD más vendidos del país durante el período comprendido entre 1986 y 2006, y en 2002 obtuvo doce discos de platino por la Australian Recording Industry Association (ARIA). Para enero de 2013, era el vigésimo álbum más exitoso en la historia de Australia, con 880 000 copias vendidas hasta esa fecha. En Nueva Zelanda, por su parte, el disco ingresó en el duodécimo lugar del ranquin el 25 de noviembre de 1990 y alcanzó el tercero el 27 de enero del siguiente año. Estuvo presente un total de veintiocho semanas, diez de ellas entre los diez primeros, y ocupó el trigésimo puesto en la lista anual de 1991. En marzo de 2009, la Recorded Music NZ (RMNZ) le entregó siete discos de platino por 105 000 copias comercializadas en el territorio.
En Japón, The Immaculate Collection ingresó a dos listas musicales; en aquella elaborada por la empresa Music Labo —publicada en la revista Billboard— alcanzó la octava posición en la edición del 26 de enero de 1991. En el conteo de Oricon, por su parte, debutó el 26 de noviembre de 1990 en el octavo lugar con 36 690 copias comercializadas en sus primeros siete días de lanzamiento, y el 3 de diciembre ascendió hasta el quinto. Permaneció veintiséis semanas en total, siete de ellas entre los diez primeros, y para finales de 1991 había vendido poco más de cuatrocientas mil unidades, de las cuales 364 780 había sido en ese año. Del total, 25 240 correspondieron a casetes —el 53.º álbum más vendido del año en ese formato— y 339 540 a discos compactos, por lo que finalizó en el 49.º lugar de los más exitosos de la temporada. En febrero de 1998, la Recording Industry Association of Japan (RIAJ) lo certificó con cuatro discos de platino por la venta de 800 000 ejemplares. En Hong Kong, vendió veinte mil copias en un solo día, por lo que recibió un disco de platino por parte de la Federación Internacional de la Industria Fonográfica (IFPI), mientras que en Singapur se convirtió en uno de los álbumes internacionales más vendidos, con alrededor de 76 000 unidades comercializadas para marzo de 1992. En Israel, por su parte, las ventas superaban los 70 000 ejemplares para agosto de 2001. Por último, alcanzó el vigesimotercer puesto en Sudáfrica y obtuvo un disco de platino por la venta de 50 000 copias.

### Europa

#### Reino Unido
En el Reino Unido, The Immaculate Collection vendió 330 000 copias en sus primeros siete días de lanzamiento, el segundo debut de ventas más alto registrado hasta ese momento, y el 24 de noviembre de 1990 ingresó directamente en lo más alto del UK Albums Chart, lo que representó el 418.º álbum en llegar al primer lugar en la historia de la lista. Con ello, Madonna superó a Kate Bush y Barbra Streisand y se convirtió en la primera solista femenina con cuatro números uno, tras lograrlo anteriormente con Like a Virgin, True Blue y Like a Prayer. Las ventas incrementaron durante las siguientes cinco semanas, hecho que el reportero Alan Jones subrayó dado el declive en las ventas de álbumes ese año en comparación con 1989. De hecho, en su quinta semana, había vendido un cuarto de millón de ejemplares según el sello WEA; Jones predijo que superaría el millón entre Navidad y Año Nuevo, a menos de dos meses de su lanzamiento. Fue el álbum número uno durante la semana navideña de 1990, cuando alcanzó un «impresionante» pico de 345 000 copias distribuidas, la segunda mayor cantidad registrada en la historia del país hasta ese momento, solo por detrás de Bad, de Michael Jackson, que había logrado 350 000 en 1987. En total, permaneció nueve semanas consecutivas en el primer puesto, cuando el 26 de enero de 1991 fue reemplazado por MCMXC a.D., de la banda alemana Enigma. Ello representó la mayor cantidad en su carrera al superar las seis semanas de True Blue (1986), así como la mayor cantidad para un álbum femenino, récord que mantuvo por veintiún años hasta el lanzamiento de 21, de Adele, que estuvo diez semanas seguidas en 2011. Aunado a ello, la cantante incrementó el número de semanas en el número uno a lo largo de su carrera a un total de dieciséis, la mayor cantidad para una mujer en el conteo tras superar a Streisand. Al igual que en los Estados Unidos, las ventas del recopilatorio se vieron favorecidas tras el estreno del documental Truth or Dare, lo que llevó a que regresara a la tercera posición en la edición del 10 de agosto de 1991, su mejor desempeño desde enero de ese año.
A pesar de su lanzamiento tardío, fue el álbum más vendido de 1990 en formato vinilo y el segundo en general —solo por detrás de …But Seriously, de Phil Collins—, con cinco discos de platino para entonces y más de 1.25 millones de unidades, con lo que superó a su anterior trabajo, True Blue (1986), y se convirtió en el más exitoso de su carrera. A su vez, al contar todo su catálogo, Madonna fue la tercera artista que más álbumes vendió en la temporada con 1.86 millones, por debajo de Collins y Elton John; incluso, Paul Gambaccini, uno de los autores del libro British Hit Albums (1992), la nombró la «estrella femenina más destacada del año». De acuerdo con Dave McAleer, en The All Music Book of Hit Albums (1995), su éxito comercial contribuyó a que las ventas totales de la artista en el mundo superaran los cincuenta millones de álbumes. Se ubicó en el tercer lugar de los álbumes de dance/disco más exitosos del Reino Unido, después de Thriller y Bad, de Michael Jackson, y, para 1991, figuraba como el tercer CD más vendido en la historia del país, con un millón y medio de ejemplares. Finalizó como el séptimo álbum más vendido de la década, con 2.5 millones de unidades, y permaneció un total de 363 semanas, veintiocho de ellas entre los diez primeros, con múltiples reingresos desde abril de 1992 hasta agosto de 2022. Fue, en su momento, el álbum femenino más vendido en la historia del Reino Unido, hazaña que figuró en la edición de 1999 del Libro Guinness de los récords. Años después, precisamente para noviembre de 2006, aún lideraba el grupo de solistas femeninas y se ubicó en el décimo lugar de los más vendidos en general, con cifras actualizadas en 3.36 millones. Finalmente, en agosto de 2022, la Industria Fonográfica Británica (BPI, por sus siglas en inglés) lo certificó con trece discos de platino en representación a 3.9 millones de unidades equivalentes. Se mantiene como el recopilatorio más vendido por una artista femenina y por un solista, así como el cuarto más vendido en general, después de Greatest Hits y Greatest Hits II, de Queen, y ABBA Gold, de ABBA. Asimismo, es el más vendido en la carrera de Madonna, el tercero más vendido por una artista femenina —por debajo de 21, de Adele, y Back to Black, de Amy Winehouse— y, para noviembre de 2020, el decimotercer álbum más exitoso en la historia del país.

#### Otros mercados
El recopilatorio pasó tres semanas seguidas en la primera posición en Finlandia, de un total de treinta y dos, donde además fue el cuarto número uno de la artista, después de True Blue, Like a Prayer y I'm Breathless. Obtuvo un disco de platino por la IFPI y vendió un total de 92 500 copias, siendo su segundo trabajo más exitoso allí, seguido de su recopilatorio Something to Remember (1995); para 2013, se convirtió en el tercer álbum por una solista internacional más vendido en la historia del país, solo por detrás de Let's Talk About Love (1997) —de Céline Dion— y Something to Remember, así como en el decimotercer álbum extranjero con mayores ventas en general. También llegó al primer puesto en el conteo de Irlanda en la edición del 1 de diciembre de 1990; catorce años después, específicamente en septiembre de 2004, el recopilatorio reingresó a los diez primeros en su semana 101 y ocupó el segundo lugar, tan solo por detrás de Songs About Jane, de la banda estadounidense Maroon 5. Para marzo de 2019, se ubicaba en el vigesimosegundo lugar de los álbumes más vendidos por artistas femeninas en la historia del país. En el resto de los mercados europeos, ocupó el tercer puesto en España y Suiza, el cuarto en Dinamarca, Francia y la lista Nederlandse Top 40 de los Países Bajos, el quinto en Grecia, el sexto en Austria, Bélgica, Hungría, Islandia y Portugal, el séptimo en Escocia y Suecia, el noveno en Italia, el décimo tanto en Alemania como en el conteo Dutch Album Top 100 de los Países Bajos, el decimocuarto en Noruega y el decimosexto en Croacia.
En el European Top 100 Albums de Music & Media, que recopila las ventas de álbumes de dieciséis países del continente, el recopilatorio tuvo el mayor debut de la semana al ingresar en la sexta posición el 1 de diciembre; el 22 de ese mes, ascendió hasta la tercera, por debajo de The Very Best of Elton John y Serious Hits… Live!, de Elton John y Phil Collins, respectivamente. Permaneció cuarenta y seis semanas en total y finalizó como el noveno álbum más vendido de 1991 en Europa; tiempo después, reingresaría en octubre de 2000 (puesto 21) y en julio de 2001 (puesto 58). El éxito del álbum en el continente favoreció a que Warner Music fuera la compañía discográfica más exitosa de 1991 en el European Top 100 Albums. En lo que respecta a certificaciones, recibió un disco de oro en Suecia y tres en Alemania, uno de platino en Austria, Dinamarca y Suiza, tres de platino en España y los Países Bajos, cinco en Italia y uno de diamante en Francia. En este último país, alcanzó la cifra de 1.1 millones de copias para marzo de 2012, siendo el segundo álbum más vendido de Madonna en el país, después de True Blue, con 1.3 millones.

## Recepción crítica
En términos generales, The Immaculate Collection obtuvo elogios «extraordinarios» en todo el mundo, y la mayoría de críticos y periodistas que lo reseñó le otorgó la máxima calificación. Fue elegido como el «lanzamiento clásico» de 1990 por el libro The Kingfisher Young People's Book of Music (1996), y para el público resultó ser el disco que «todos querían para la Navidad» de ese año, e incluso los fanáticos de Madonna lo consideraron «esencial». En palabras del biógrafo Erwan Chuberre: «Todos sus admiradores respondieron a la cita, así como aquellos que aprovecharon el lanzamiento para disfrutar de una concentración de talento donde "Like a Prayer" convive con "Vogue" y "Like a Virgin"».
Entre los comentarios más favorables, destacan los de Martin C. Strong, autor de The Great Rock Discography (2000), quien le otorgó una nota de nueve sobre diez y lo llamó «impresionante», y Rolling Stone, que le concedió cinco estrellas de cinco y lo calificó como el «referente de las compilaciones de Madonna», así como «uno de los mejores álbumes de grandes éxitos de todos los tiempos». En Le Guide 1995 Du CD (1994), el editor Marcel Barbin, que le dio cuatro estrellas, definió a Madonna como la «indiscutible reina de la música dance de los años ochenta» y lo nombró «el mejor álbum de pop que es tanto inteligente como bailable». Peter Herring, en Classic Rock Stars (1992), la incluyó entre las grabaciones «recomendadas» de la intérprete, y John Floyd, uno de los autores de All Music Guide (1992), lo catalogó como el paquete que «establece de una vez por todas el dominio absoluto de Madonna sobre el sencillo pop». En su comentario para The Varsity, Nanda Lwin manifestó que, con el lanzamiento del recopilatorio, la «reina del pop ha confirmado su estatus de superestrella» y la «hace parte integrante de la música contemporánea». Jim Farber, del New York Daily News, la consideró la «recopilación más agradable al oído de la última década», así como «la colección de sencillos más pegadiza de los ochenta, sin dudas». Michael Heatley, editor de The Ultimate Encyclopedia of Rock, resaltó el «ingenioso» título del disco y cómo este pudo resumir «siete años de música memorable». El periódico The Straits Times expresó que «inmaculado» era la palabra que lo definía, opinión que compartieron Brenda Herrmann y Greg Kot, del Chicago Tribune, quienes también lo describieron como «sin dudas inmaculado» y agregaron que el paquete «nos recuerda que gran parte de la controversia sobre esta artista es más visual que auditiva, con títulos provocativos como "Like a Virgin" y "Justify My Love" [que] prometen más excitación de la que ofrecen». Kot, que lo consideró su «placer culpable», añadió que, incluso sin los vídeos, las melodías eran «innegables». De Blender, Tony Power, que le concedió cinco estrellas de cinco, lo calificó como la «perfección» y el responsable de inventar «el formato moderno de grandes éxitos con temas adicionales, tan apreciado por las discográficas». En un análisis a su discografía, Bill Lamb, de Live About, la denominó una colección «sobresaliente» y uno de los álbumes «definitivos de la música pop de los años 80». Robert Christgau lo calificó con una «A+», la única vez que el crítico otorgó su máxima nota a un trabajo discográfico de Madonna. En su reseña, lo definió como «el mejor álbum de su vida mortal», con «diecisiete éxitos, más de la mitad de ellos clásicos imborrables [...] unificados por la practicidad plástica de su voz y la electricidad sintética de su ritmo». En un comentario variado a sus primeros álbumes, Gary Graff, editor de Musichound Rock: The Essential Album Guide (1996), declaró que la colección «te ahorra el trabajo de recopilar todos los sencillos de Madonna entre sus discos inconsistentes». A Bill Friskics-Warren, en I'll Take You There: Pop Music and the Urge for Transcendence (2005), le pareció una colección «brillante» en la que «prácticamente todas las epifanías de la primera fase de su carrera están aquí. Oír es creer». El periódico brasileño Correio Braziliense destacó su éxito comercial, a pesar de estar compuesto mayormente por canciones previamente lanzadas, así como el hecho de que esté presente en las canciones el «estilo aeróbico popular que Madonna ayudó a instaurar en el mundo pos-disco». En su revisión para The San Francisco Bay Guardian, Gina Arnold señaló que era «sorprendente cómo The Immaculate Collection le habla a todos, ya sean negros, blancos, viejos, jóvenes, alternativos o del mainstream. Este bien podría ser el gran disco crossover de la década». Peter Piatkowski, de Yahoo!, quien le otorgó cinco estrellas de cinco, lo catalogó como un «excelente manual para todos los interesados» en conocer su carrera, con canciones que representan «algunos de los mejores ejemplos de la música pop». Con una nota de «B», Sean McCarthy, de The Daily Vault, la nombró una colección «casi impecable», en la que los oyentes «sin duda se inclinarán por el principio, el medio o el final». El autor subrayó que hacía «un gran trabajo al mostrar todas las fortalezas de Madonna y pocas de sus debilidades» y que era un «excelente CD de inicio para cualquier fanático acérrimo o casual». Rigo Rubio, en su reseña para Valley Star, afirmó que, «te guste o no Madonna, el álbum está repleto de buena música con la que puedes asumir una actitud». Igualmente, el Kentucky New Era escribió: «Digan lo que quieran sobre su ropa, su actitud o sus vídeos, musicalmente, donde realmente importa, está en su mejor momento con este álbum». Gary Graff, del Allegheny Times, lo denominó un conjunto «formidable» y agregó que la «dedicatoria al "papa" es, sin duda, parte del espíritu navideño».
| Lo que demuestra este álbum es que el talento de Madonna reside en sacar lo mejor de sí misma, y esto se ve sobre todo en las dos nuevas canciones. [...] Ambos temas juegan con su ambigua vulnerabilidad, la inquietante mezcla de depredación sexual y sumisión que le da a las canciones de Madonna un toque especial, donde los temas de Paula Abdul solo tienen un verso y un estribillo. —Reseña de Andrew Harrison, de la revista Select. |

El material nuevo obtuvo elogios de varios críticos. Angie Stevenson, del periódico  The Chart, afirmó que las dos adiciones nuevas, con particular elogio a «Rescue Me», «no pondrán fin al talento de Madonna», mientras que un editor de Music & Media escribió que, con ambos temas, «vuelve a demostrar que es la reina gobernante del pop». Rettenmund sostuvo que estaban entre los mejores temas de la artista y lamentó que se hayan incluido en un recopilatorio, en lugar de un álbum de estudio. Rolling Stone las consideró «dignas y sensuales», y el Kentucky New Era admitió que «justifican su inclusión en esta colección». El periódico The News observó que «Justify My Love», con sus «acordes duros y su fugaz estribillo», sonaba como «ninguna otra canción en la radio», logro que se repetía «una y otra vez» con cada canción de The Immaculate Collection. No tan distante, el biógrafo Daryl Easlea, que observó que los temas inéditos fueron «lo más interesante» del proyecto, afirmó que «Justify My Love» sirvió como la «apertura del siguiente capítulo» de Madonna, un «controvertido período», considerado el «más abiertamente sexual» de su carrera, en el que «exploraba y exponía la política sexual». Ong Soh Chin, de The Straits Times, que lo llamó el «mejor título de un álbum» del año, subrayó que «Rescue Me» era su tema «más potente» desde «Like a Prayer» y el que justificaba la adquisición del disco, una «compra obligada para quienes desean una colección completa de Madonna». Loh Keng Fatt, del mismo periódico, compartió la opinión y afirmó que, con dos canciones nuevas, era una «compra obligada» para los admiradores de la intérprete.
El uso de la tecnología QSound también atrajo comentarios positivos. A The Straits Times le pareció «impecable», y Billboard subrayó que el «revolucionario proceso» añadía a las grabaciones «un detalle y una profundidad nunca vistos hasta ahora», lo que le hacía una «compra navideña irresistible» para el consumidor. David Browne, de Entertainment Weekly, distinguió el trabajo de Pettibone por «realzar las canciones en lugar de sobrecargarlas», particularmente en la textura de «Like a Prayer» y los «potentes acordes» de «Lucky Star». Howard Ferstler, en su libro High Definition Compact Disc Recordings (1994), observó que sonaba como si se reprodujera a través de un «"holograma sónico" de Carver, un dispositivo de mejora de Sound Concepts o un par de altavoces Polk SDA». El autor, además, elogió la calidad vocal como «bastante buena, bien centrada y bien enfocada» y señaló que el disco exhibía «un impresionante impacto dinámico». En Rock and Roll Review: A Guide to Good Rock on CD (1991), Ben Shapiro afirmó que la calidad del sonido había sido lo «verdaderamente excepcional» del CD y resaltó su grabación «suntuosa y sensacional». Tom R. Halfhill, editor de la revista Game Players, calificó los resultados de QSound como «sorprendentemente dramáticos», en especial los efectos de «Vogue», que consideró «los más sorprendentes» del material, y sintió que la voz de Madonna «parece estar a un metro de mi espalda, incluso cuando mi espalda está apoyada contra una pared sólida». Añadió que, en todo el disco, «la música parece flotar por la sala, como si estuvieras sentado en medio de la banda. A veces, la música parece palpitar dentro de tu cabeza. Es una sensación inquietante». Un reportero de The Immaculate Collection aseguró que la tecnología mostró una «sonoridad impresionante» en el material, especialmente en el coro «celestial» de «Like a Prayer» y en el escenario sonoro «más amplio» en «Vogue». Sobre esta última canción, notó «claras mejoras en la profundidad y la imagen», en comparación con la calidad de su sonido en la banda sonora I'm Breathless, pero observó que «parecía haber huecos en la mezcla» de las primeras canciones, notablemente «Holiday», «Lucky Star» y «Borderline».
La crítica coincidió que The Immaculate Collection representó un testimonio de la evolución de Madonna como artista y compositora. Rikky Rooksby, en The Complete Guide to the Music of Madonna (2004), indicó que ofrecía una «sensación vívida del rápido progreso de su sonido, desde la estridente música disco de los primeros tres álbumes hasta el drama orquestado de "Like a Prayer" y el alegre y rico sonido de "Cherish"». James Hannaham, de Spin, lo vio como una prueba de su «ascenso de lolita del pop a señora del universo», y la revista Black Radio Exclusive expresó que era una crónica de su «increíble carrera» con todas sus «grandes canciones», lo que lo convertía en un «gran regalo» para sus fanáticos. Stephen Thomas Erlewine, de AllMusic, mencionó que capturaba todo lo que Madonna representaba y puso de manifiesto que fue «una de las mejores artistas de sencillos de los años 80». Pese a que observó que las canciones no estaban en sus versiones originales, Erlewine remarcó que seguía siendo una «compra necesaria» y lo denominó «lo más cercano a una retrospectiva definitiva». J. Randy Taraborrelli manifestó que era una «crónica sonora de la alocada trayectoria de Madonna hasta el momento», con «más éxitos auténticos de los que una emisora de radio popular suele tocar en una hora». En sus palabras, las diecisiete canciones hicieron de The Immaculate Collection un proyecto «digno de admirar y respetar». En opinión de David Browne, era un «grato recordatorio de lo que nos atrajo a muchos de nosotros hacia la Chica Material en primer lugar: su música». El editor resaltó que volvía a «centrar nuestra atención en lo brillantes que han sido sus discos a lo largo de los años» y la manera en la que la cantante había «sobrepasado los límites musicales», lo cual se demostraba con cada canción de la colección. Gina Arnold remarcó la consistencia del disco que «evidencia de una vez por todas que Madonna no es solo pura publicidad, sino que, de hecho, es una fuerza musical influyente que no debe subestimarse». Además, aseguró que era «mucho, mucho más fuerte» que sus cuatro álbumes anteriores, una «muestra de que ella es mucho más que un fenómeno mediático». J. D. Considine, de The Baltimore Sun, mencionó que el mayor valor era que ofrecía una perspectiva de su carrera y su «capacidad para transmitir una amplia gama de emociones» a través de las canciones. Añadió que «no es una estrella del pop cualquiera y [este] no es un simple álbum de grandes éxitos»: «¿Inmaculada? Más bien impecable». Otro periodista del mismo periódico escribió que era un ejemplo de por qué ella era «tan popular» en una época en que la música dance había reemplazado al rock como el género dominante en las listas de éxitos. Para Ryan Kent, de The Free Lance-Star, se trató de un testimonio de que «no es solo una simple estrella del pop, es la reina del mundo, y más vale que lo reconozcas». La revista Pelo elogió el orden cronológico de los temas, que habla «a las claras de su poder de autosuperación», y expresó que el disco servía para repasar la «ilimitada cantidad de éxitos que Madonna tiene en su haber y para darse cuenta, una vez más, de la capacidad de evolución de la ambiciosa Maddy». Concluyó que era, a modo de resumen, «un buen disco para los fanáticos». Del periódico The Times, David Sinclair reconoció cómo la artista «comenzó a desafiar seriamente al sistema alrededor de la época de su álbum True Blue (1986), al tomar control sobre la composición y la producción» de sus canciones y ampliar el mercado. En su libro Heart & Soul: Revealing the Craft of Songwriting (2005), Chris Bradford declaró que evidenció «lo grande que puede ser una canción pop» y añadió que la «evidente autopromoción de Madonna no debería eclipsar la calidad de sus composiciones». Rooksby lo incluyó entre los «álbumes recomendados para compositores» y elogió las canciones que la cantante compuso junto con Patrick Leonard, con quien mantuvo una «notable racha de éxitos desde mediados de los ochenta en adelante» y supo «cómo crear un sencillo exitoso». La revista Cash Box reseñó: «La ames o la odies, ya sea que la veas como la salvación o la ruina de la música pop de los ochenta, es innegable que fue una de las dos o tres figuras más importantes, [y] esta colección demuestra por qué». No tan distante, un reportero de The News expresó que no podía negarse el hecho de que Madonna había creado «algunos sencillos clásicos, canciones que definieron los años 80 mucho más claramente que el pop serio y de alto nivel». El periódico Manila Standard remarcó que era un testimonio de los éxitos que la habían convertido en una «celebridad internacional y que, en cierto modo, habían ampliado los límites de la música pop tal como la conocemos». Asimismo, aseguró que representaba el lanzamiento que esperaban aquellos que la habían seguido desde los comienzos de su carrera y finalizó: «En una cómoda edición musical, la célebre intérprete se muestra y se escucha en toda su gloria musical». Un periodista del Chicago Tribune afirmó que el álbum dejaba en claro que su música se sostenía «bastante bien sin los apoyos visuales» y que ofrecía una «buena panorámica de [sus] ocho años de carrera». Además, resaltó la evolución de su voz, «inicialmente aguda como la de una ardilla», hasta profundizarse en un registro «más sensual», mientras su música «se expande para abarcar una gama más amplia de ritmos e ideas». Concluyó: «Nos guste o no, sus sencillos fueron la banda sonora de los años 80, al capturar la energía y los ritmos de la escena underground y llevar un poco de esa picardía liberadora a los centros comerciales y suburbios de la juventud estadounidense». Michael Freedberg, de The Boston Phoenix, también remarcó el progreso de su voz, que «no solo enseñó cómo cantar a una generación de aspirantes a vendedores, sino que le enseñó cómo expresar al mismo tiempo un sexo pulsante y una inocencia sin tapujos».
La ausencia de varios sencillos de Madonna en el recopilatorio fue un punto que numerosos críticos señalaron. A este respecto, Rooksby lamentó que no hubiera sitio para «tantos éxitos» y remarcó la exclusión de «Angel», «Dress You Up», «Gambler» (1985), «Who's That Girl», «Causing a Commotion», «The Look of Love» (1987), «Dear Jessie» (1989) y «Hanky Panky» (1990). Si bien lo denominó un paquete «sólido», el biógrafo David James también notó algunas omisiones «notables», particularmente «Angel», «Dress You Up», «Oh Father» (1989), «Keep It Together» (1990) y las canciones de la banda sonora Who's That Girl, que impidieron que se convirtiera en la «colección definitiva de Madonna». Orla Swift, del Record-Journal, sintió que había sido una «pena» la «llamativa» ausencia de su primer sencillo, «Everybody»; aun así, sostuvo que se trataba de una «oportunidad única para consolidar los puntos álgidos» de su carrera. Para Tom Breihan, de Stereogum, The Immaculate Collection era «aún más impresionante cuando se piensa en lo que no se incluyó en el álbum», en especial por la omisión de «Who's That Girl», que el autor consideró «realmente importante» para la artista, dado que era la canción principal de la película del mismo nombre y había llegado a la primera posición en los Estados Unidos. Alfred Soto, de Stylus Magazine, observó que se ignoraron varios temas que habían sido «esenciales para entender su completo dominio del mercado pop como medio de autoexpresión y canal para nuestras emociones», entre ellos «Angel» y «Dress You Up», dos sencillos de Like a Virgin que habían llegado a los cinco primeros en los Estados Unidos. Sharon Lim, de The Straits Times, sugirió que debería haber sido un álbum doble debido a los éxitos que no se incluyeron, como «True Blue» o «Hanky Panky». En la misma línea, Daryl Easlea notó que tenía una cantidad de material «tan elegante y suficiente que podía llenar un álbum doble y un CD de larga duración y aun así no incluir todos sus éxitos». un editor del Kentucky New Era observó que «La isla bonita», a la que tachó de «poco memorable», podría haber sido sustituida por «Burning Up» (1983), de su primer disco, o «Hanky Panky». A pesar de estas críticas, Andrew Harrison, de la revista Select, aseguró que, aunque tuviera el «buen juicio de dejar fuera temas de menor calidad» como «True Blue», «Who's That Girl» y «Hanky Panky», era «difícil encontrar fallos en esta maravillosa colección», mientras que Rettenmund afirmó que, pese a que se «sacrificaron muchos de sus éxitos», nada parecía «fuera de lugar en este disco incalculable». El escritor británico Ian Rankin, en Ruth and Martin’s Album Club (2017), concluyó que en su reseña: «No suelo maldecir cuando hago esto, pero, maldita sea, eso sí que es un catálogo si canciones de esa calidad ["Dress You Up", "True Blue" y "Dear Jessie"] no logran entrar en la selección final».
En comentarios más variados, Elyssa Andrus, del Provo Daily Herald, comentó que, con clásicos como «Material Girl», «Like a Prayer» y «Vogue», la colección representaba lo mejor de Madonna, «una cantante mediocre cuyas pegadizas melodías pop son tan divertidas de cantar y bailar que le perdonas cualquier cosa». En la misma línea, Jim Greer, de Spin, notó que lo interesante de la colección «es que te das cuenta de lo lejos que ha llegado ella con tan pocas melodías, y lo poco que importa». El periódico brasileño Tribuna da Imprensa expresó que Madonna recurría a una de sus «inteligentes estrategias de márquetin para sacar algunos dolaritos extra del bolsillo de su fiel y siempre creciente legión de admiradores». Sobre el álbum, sugirió que bien podría ser la banda sonora del documental Truth or Dare y aseguró que era «solo para adeptos». Más negativos fueron Kevin John, de The Boston Phoenix, quien aseguró que el álbum «distaba mucho de ser inmaculado», y Bill Wyman, del Chicago Reader, quien comentó que escuchar el disco era «doloroso». Wayne Robins, del periódico Newsday, opinó que no era «más que un único disco con un elaborado embalaje para justificar su precio más elevado de lo normal». Moira Noonan y Anne Feaster, autoras de Spiritual Deceptions in the Church and the Culture: A comprehensive Guide to Discernment (2015), mencionaron que la música de The Immaculate Collection estaba llena de contenido «ofensivo» al combinar lo sagrado con lo profano y por ser «afrentas deliberadas a la Santísima Virgen María y a Jesucristo».
Otros no quedaron conformes con la selección de las canciones, el material nuevo y la incorporación de QSound. Por ejemplo, a Tim Long, del Santa Cruz Sentinel, le sorprendió lo «aburridas» que sonaban las pistas unos años después, «sobre todo porque sonaban tan bien cuando las lanzó», lo cual ponía «de manifiesto la naturaleza desechable de la mayor parte de su música». Aun así, aseguró que «esa es probablemente parte de la magia» de la artista. Paul Zach, de The New Paper, escribió que el disco reunía «lo bueno, lo malo y lo francamente feo»; en esta última categoría, citó a «La isla bonita», «Cherish», «Vogue» y «Lucky Star». Pese a ello, el periodista remarcó que parte del material había «resistido el paso del tiempo» e incluso «mejorado con la edad». Sharon Lim, de The Straits Times, desaprobó las dos canciones nuevas, pues parecían «intentos débiles de copiar a Malcolm McLaren», y otro editor de la misma publicación señaló que solo las incluyó para «vender viejas canciones resucitadas» que, en su opinión, algunas «deberían haberse dado por muertas». Además, sintió que la Madonna de Like a Prayer era «mucho mejor» y que solo los «fanáticos rabiosos» deberían adquirir el recopilatorio o «comprarlo como regalo de Navidad». En su biografía de Madonna, Michelle Morgan aseguró que, si no hubiera sido por «Justify My Love», el disco «probablemente no habría causado mucho revuelo». Eric Henderson, de Slant Magazine, sintió que el trabajo de Pettibone con las canciones había sido un «insulto, si no una profanación total, de las obras originales», en especial por las modificaciones hechas en «Like a Prayer» y en los temas de los primeros álbumes de la cantante. De modo similar, Ron Givens, de Entertainment Weekly, señaló que los efectos no eran «abrumadores», aunque la música parecía «más espaciosa», y Rettenmund afirmó que los efectos de sonido «nunca llegaron a cuajar». En la misma línea, Tom Breihan, de Stereogum, llamó a la edición de las canciones «despiadada», y Thomas Jerome, en Albums: 50 Years of Great Recordings (2006), percibió que algunas de ellas sufrían de la «exagerada panoramización y separación de las mezclas de QSound», lo que en ocasiones daba como resultado un sonido «extraño y fuera de lugar». Según Rob Sheffield, era probable que sus fanáticos se aburrieran al escuchar temas «tan deslumbrantes evocados brevemente, en lugar de ser interpretados con toda su pasión y esplendor», como en el caso de «Into the Groove», que el periodista afirmó que «ni siquiera tenía la oportunidad de llegar al clímax» con el verso Now I know you're mine. Además, mencionó que la radio hacía un trabajo «más animado» que Immaculate «a la hora de reducir su música hasta sus momentos cumbre». Si bien elogió la «secuenciación inigualable» y la «remasterización impactante», Alfred Soto criticó las versiones remezcladas de «Like a Prayer» y «Express Yourself» y concluyó que, en general, la recopilación se sintió como un «fracaso».

## Legado

### Reconocimientos
| No se puede negar el ingenio pop detrás de los primeros quince años de éxitos de la Sra. Ciccone. [...] Este álbum, aquí brillantemente empaquetado en orden cronológico, tiene que estar a la altura de ABBA Gold como una colección de sencillos tan profundamente arraigada en la conciencia colectiva que conocerás cada pista. —Reseña retrospectiva de Ross Bennett, de la revista Mojo. |

En reseñas retrospectivas, The Immaculate Collection ha sido considerado uno de los «mayores grandes éxitos de la historia del pop» e incluso el «más increíble» de todos los tiempos. The New York Times lo nombró uno de los álbumes «definitivos» del siglo XX, y Rolling Stone lo clasificó en el número 138 de los 500 mejores de todos los tiempos en su edición de 2020. El biógrafo Daryl Easlea señaló que, junto con Red y Blue de The Beatles, Hot Rocks de The Rolling Stones y Forever Gold de The Isley Brothers, The Immaculate Collection «sigue siendo uno de los mejores álbumes recopilatorios de todos los tiempos». La periodista Caroline Sullivan explicó que las razones por las que obtuvo tantos elogios de la crítica fue porque, en parte, «tener todos los sencillos de los 80 en un solo lugar evocaba esa década y su predominio en ella», sumado a que tener el recopilatorio «era como poseer un pedazo de la historia de la cultura pop. Y, por supuesto, porque las canciones eran impecablemente brillantes». Thomas J. Ferraro, en su libro Feeling Italian: The Art of Ethnicity in America (2005), aseguró que, al menos durante una década, había sido «la banda sonora de los sábados por la noche», mientras que las autoras Marian L. Salzman, Ira Matathia y Ann O'Reilly, en un comentario similar, sostuvieron que se convirtió en la «mezcla de las fiestas y la cinta de entrenamiento preferida de jóvenes de ambos sexos de todo el mundo». Tom Breihan, de Stereogum, reconoció que escucharlo de principio a fin «es maravillarse ante una carrera pop verdaderamente magistral». Blender lo consideró el «apogeo de la genialidad» de Madonna, así como el mejor álbum estadounidense de la historia, en tanto que Nick Levine, de Vice, lo nombró «lo más cercano a la perfección que existe en la música pop». Para Taraborrelli, había sido más que una «simple colección» de las canciones populares de Madonna, sino que «sirvió como un digno hito para una carrera que, desde sus comienzos profesionales, se había movido en una sola dirección: hacia arriba».

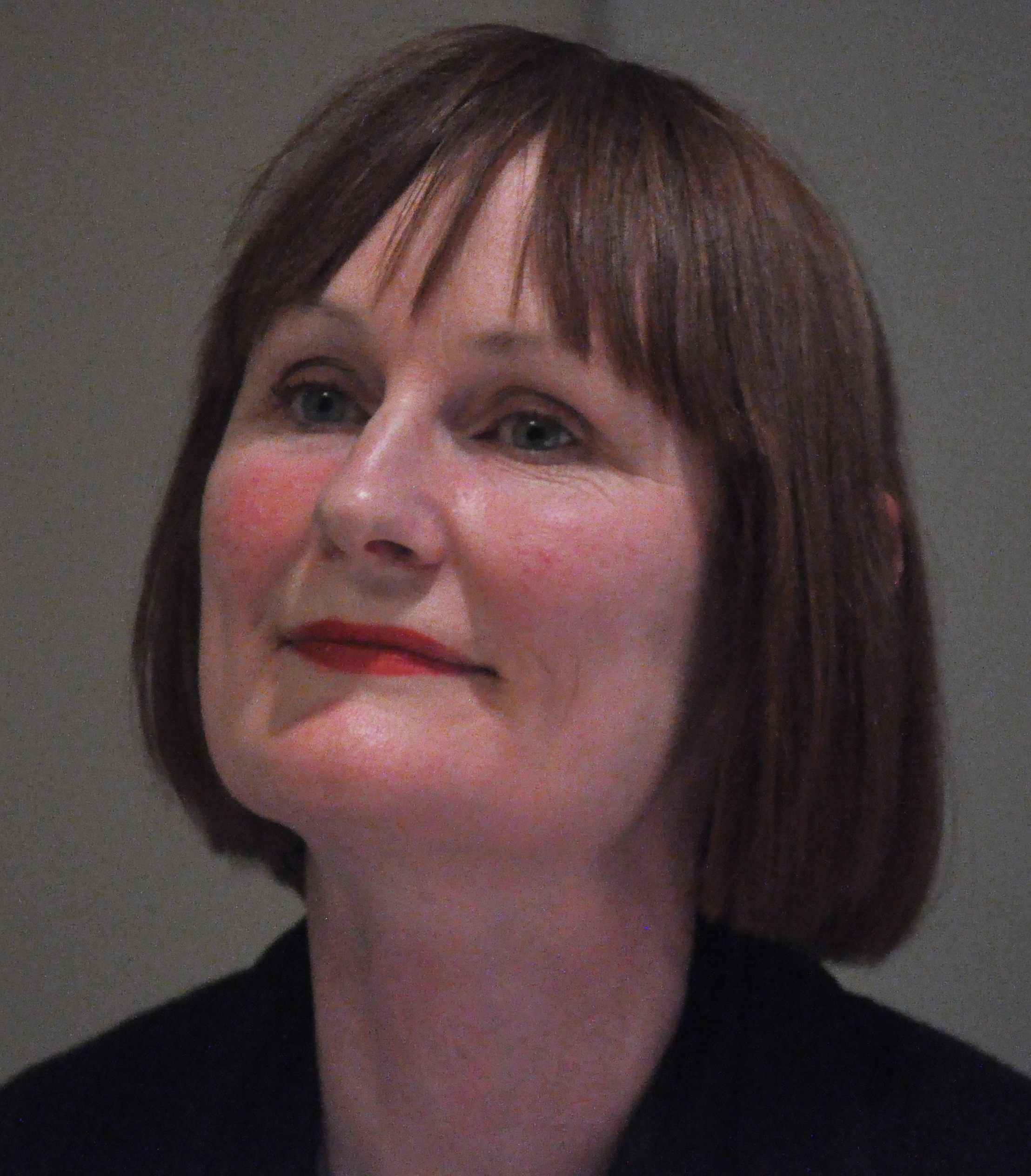
La biógrafa y periodista Lucy O'Brien recomendó The Immaculate Collection a los oyentes que quisieran descubrir el catálogo anterior de Madonna.

Otras publicaciones lo incluyeron entre los mejores álbumes de la artista, tales como la revista Dig!, el periódico The Daily Telegraph, que lo nombró el más destacado de su carrera, y el libro The Pockit Rockit Music Finder (2004), de Ari Abramowitz. Por su parte, la revista People la nombró la recopilación «con el mejor nombre de la historia», calificación que compartió Peter Robinson, de The Guardian, al afirmar que se trataba de uno de los «mejores títulos de un álbum de grandes éxitos en la historia del pop». En otro artículo para el mismo periódico, la biógrafa y periodista Lucy O'Brien lo recomendó para los oyentes que quisieran descubrir el catálogo anterior de la cantante, ya que sus éxitos de los años 80 «están brillantemente capturados» en la compilación. En la entrega de los Dance Aid Trust de 1991, celebrada en el Reino Unido, The Immaculate Collection ganó la categoría mejor álbum dance; el premio fue entregado para el sello WEA, que lo distribuyó en el territorio.
Para Robin Monica Alexander y Kelly Stitzel, en un análisis a la discografía de Madonna para el portal Popdose, el disco había marcado una «importante transición» en su carrera, «haciendo imposible que incluso los sectores más contrarios al pop la ignoraran». Robert Christgau afirmó que recopilaciones como The Immaculate Collection eran «impresionantes, y es tan probable que sigan siéndolo como Blonde on Blonde o Live at the Apollo. Su frescura cursi, su confianza posfeminista, su ritmo electrónico centrado en el placer y su astuto baile en la cuerda floja de lo aceptable captan tanto una sensibilidad como una época». Louis Virtel, de HitFix, lo denominó una colección «indispensable de perfección pop» y el disco «más esencial» de la cantante. Asimismo, subrayó que era el «estándar de las recopilación de éxitos, más que HIStory, de Michael Jackson, o ABBA Gold», por el hecho de que las canciones abarcaban una «amplia gama de estilos y temas», al tiempo que constituían «una declaración unificada de exuberancia desenfrenada y encanto pícaro». De acuerdo con Douglas Wolk, de Pitchfork, «es el tipo de retrospectiva perfecta que los artistas pop sueñan con lograr».

### Listados
| Año  | Publicación                                      | Listado                                                            | Posición | Ref.            |
| ---- | ------------------------------------------------ | ------------------------------------------------------------------ | -------- | --------------- |
| 1990 | AllMusic                                         | Elección de los críticos (Andrew Leahey)                           | —        | [ 449 ]         |
| 1990 | Billboard                                        | Elección de los críticos (Jim Richliano)                           | 1        | [ 450 ]         |
| 1990 | CMJ New Music Report                             | Elección de los críticos (Cathie Moore)                            | 9        | [ 451 ]         |
| 1990 | Music Week                                       | Selección del año                                                  | 1        | [ 452 ]         |
| 1990 | Q                                                | Elección de los críticos                                           | —        | [ 453 ]         |
| 1990 | Record Mirror                                    | Encuesta de lectores: mejor álbum                                  | 3        | [ 454 ]         |
| 1990 | Sounds                                           | Mejores álbumes del año                                            | 38       | [ 455 ]         |
| 1991 | Smash Hits                                       | Encuesta de lectores: mejor álbum                                  | 2        | [ 456 ]         |
| 1993 | Entertainment Weekly                             | Los 100 mejores CD                                                 | 45       | [ 457 ]         |
| 1994 | The Unofficial Gay Manual                        | Dieciséis CD que todo gay debería tener                            | 7        | [ 458 ]         |
| 1995 | Spin                                             | Los 100 mejores álbumes alternativos                               | 11       | [ 459 ] [ 460 ] |
| 1995 | Spin                                             | Los diez mejores álbumes (según el crítico Johnny Houston)         | 6        | [ 461 ]         |
| 1995 | Spin                                             | Los diez mejores álbumes (según el crítico Barry Walters)          | 8        | [ 462 ]         |
| 1997 | AllMusic                                         | Mujeres en la música: treinta álbumes recomendados                 | —        | [ 463 ]         |
| 2000 | The New York Times                               | Los álbumes más significativos del siglo XX (dignos contendientes) | —        | [ 464 ]         |
| 2000 | VH1                                              | Los mejores álbumes de grandes éxitos                              | 5        | [ 465 ]         |
| 2002 | Blender                                          | Los 100 mejores álbumes estadounidenses de todos los tiempos       | 1        | [ 441 ]         |
| 2002 | Rockdelux                                        | Los 200 mejores discos del siglo XX                                | —        | [ 466 ] [ 467 ] |
| 2002 | Rolling Stone                                    | Los 100 mejores álbumes de todos los tiempos (según los lectores)  | 99       | [ 468 ] [ 469 ] |
| 2003 | Blender                                          | 500 CD que debes tener                                             | —        | [ 470 ]         |
| 2003 | Mojo                                             | Los 100 mejores álbumes de grandes éxitos de todos los tiempos     | —        | [ 471 ]         |
| 2003 | NME                                              | Diez grandes álbumes de grandes éxitos                             | 1        | [ 472 ]         |
| 2003 | Rolling Stone                                    | Los 500 mejores álbumes de todos los tiempos                       | 278      | [ 473 ]         |
| 2005 | Spin                                             | Las diez mejores recopilaciones                                    | 6        | [ 474 ]         |
| 2006 | Rolling Stone                                    | Los 500 mejores álbumes de todos los tiempos (edición impresa)     | 275      | [ 475 ]         |
| 2007 | Los 261 mejores álbumes desde el punk y el disco | Los 261 mejores álbumes desde el punk y el disco                   | —        | [ 476 ]         |
| 2010 | Stuff                                            | Los mejores grandes éxitos                                         | —        | [ 477 ]         |
| 2012 | Out                                              | Los 100 mejores álbumes más gais de todos los tiempos              | 8        | [ 478 ]         |
| 2012 | Rolling Stone                                    | Los 500 mejores álbumes de todos los tiempos                       | 184      | [ 479 ]         |
| 2013 | Houston Press                                    | 10 álbumes de grandes éxitos realmente fantásticos                 | —        | [ 480 ]         |
| 2019 | NME                                              | Los 28 mejores álbumes de grandes éxitos                           | 2        | [ 481 ]         |
| 2020 | Rolling Stone                                    | Los 500 mejores álbumes de todos los tiempos                       | 138      | [ 436 ]         |
| 2022 | Classic Pop                                      | Los 20 mejores álbumes recopilatorios                              | 1        | [ 482 ]         |
| 2022 | Queerty                                          | 20 álbumes esenciales que dieron forma a la cultura LGBTQ          | —        | [ 483 ]         |
| 2022 | Rolling Stone Italia                             | Los grandes éxitos épicos                                          | —        | [ 484 ]         |
| 2024 | Yardbarker                                       | Los 25 álbumes de grandes éxitos más emblemáticos                  | 3        | [ 485 ]         |

### Impacto
| Para 1990, la producción de algunos de estos éxitos podía sonar un poco anticuada, pero las canciones en sí eran atemporales. Madonna vio recompensada su versatilidad con una cadena de éxitos perdurables. [...] El mercado habló alto y claro en su reconocimiento de que la música era tan agradable la segunda vez como la primera. —J. Randy Taraborrelli. |

Nick C. Levine, de la revista Dazed, declaró que el recopilatorio consolidó el estatus «icónico» de Madonna y «destiló los comienzos de su carrera en una serie de sencillos pop que marcaron una era». La biógrafa Mary Cross, que describió al álbum como una «especie de viaje musical a través de su carrera hasta la fecha», indicó que, como retrospectiva, «consolidó su historia y su estatus como icono del pop estadounidense». Del mismo modo, Stephen Thomas Erlewine afirmó que había capturado la época en que ella era la «figura definitoria de la cultura popular estadounidense», y Mark Savage, de la BBC, declaró que «selló» su reputación como artista. En la misma línea, Rhino Records escribió que su estatus como una de las «artistas femeninas más exitosas de la historia» se comprende «inmediatamente con solo escuchar The Immaculate Collection», al que consideró «una parte esencial de cualquier colección de música popular». De acuerdo con Alwyn W. Turner, en The Rough Guide to Rock (2003), la compilación «demostró lo lejos que había llegado» y reafirmó su estatus como la «mejor artista de sencillos de los años ochenta». En su biografía de la cantante, Erwan Chuberre aseguró que el disco fue una «excelente manera de responder a los eternos detractores de la estrella que aún dudaban de la solidez de su carrera». Thomas Harrison, autor de Music of the 1980s (2011), opinó que demostró que Madonna era capaz de «cambiar efectivamente su estilo visual al transformarse en una multitud de personajes que mejor se ajustaban a su visión musical».
Por otro lado, en opinión de Melissa West, una de las redactoras de Women and Music in America Since 1900: An Encyclopedia (2002), el proyecto dio inicio al período de su carrera «sexualmente más rebelde», marcado por los lanzamientos del libro Sex y el álbum Erotica, ambos de 1992. Según Derek Gibson, del Campus Chronicle, el material evidenció que «aún podía suscitar polémica y vender millones de discos en el proceso». Dan McCahon, del personal de la biblioteca de música de la Universidad Americana de Washington D. C., elogió la colección «por su amplitud de temas y estilo», que demostró la «versatilidad de Madonna y su capacidad camaleónica para reinvertarse y tener éxito con cada versión nueva». Para O'Brien, fue el álbum «definitivo» para fiestas y el que estableció la tradición de publicar remezclas dance de todos los futuros sencillos de la artista. De Albumism, Matthew Hocter explicó que la curiosidad por el recopilatorio «mereció la pena» porque «cautivó el interés de los oyentes» con éxitos de su «impresionante canon de los años 80». Sobre el impacto del álbum, profundizó:

Es increíble pensar que The Immaculate Collection abarca solo siete años de la carrera de la cantante, pero esos siete primeros años también son una parte fundamental de una década que vio muchos cambios y estaba decidida a acoger a muchos más. Este álbum representa mucho más que una colección narcisista de éxitos; es un diario musical que resalta el momento cultural que Madonna inició, desarrolló y conquistó. Este es el momento en que las letras de empoderamiento femenino tomaron el control de manera absoluta, y su facilitadora, Madonna, demostró una y otra vez por qué merecía el título de «Reina del Pop».

El editor Robert Matthew-Walker destacó el éxito del álbum en el Reino Unido en un momento de «profunda recesión en el comercio minorista». De hecho, el récord «histórico» de ventas semanales del recopilatorio, que fue una de las más grandes en la historia del país, logró «rescatar una mala Navidad» para los minoristas independientes. Tras la buena recepción del sistema QSound en las canciones, se reportó que múltiples artistas incorporaron la tecnología en los lanzamientos de sus nuevos sencillos y álbumes, entre ellos Pink Floyd, Sting, Janet Jackson, Paula Abdul, Julian Lennon, Bon Jovi, Stevie Nicks, Richie Sambora, Wilson Phillips, Freddie Jackson, Europe y Gerardo. Para Harrison, lo que hizo que se diferenciara de otros recopilatorios fue la inclusión de pistas remezcladas, lo que representó un punto «significativo» para la artista, quien siempre buscó mantenerse actualizada y renovar toda su obra.

### Homenajes e influencias

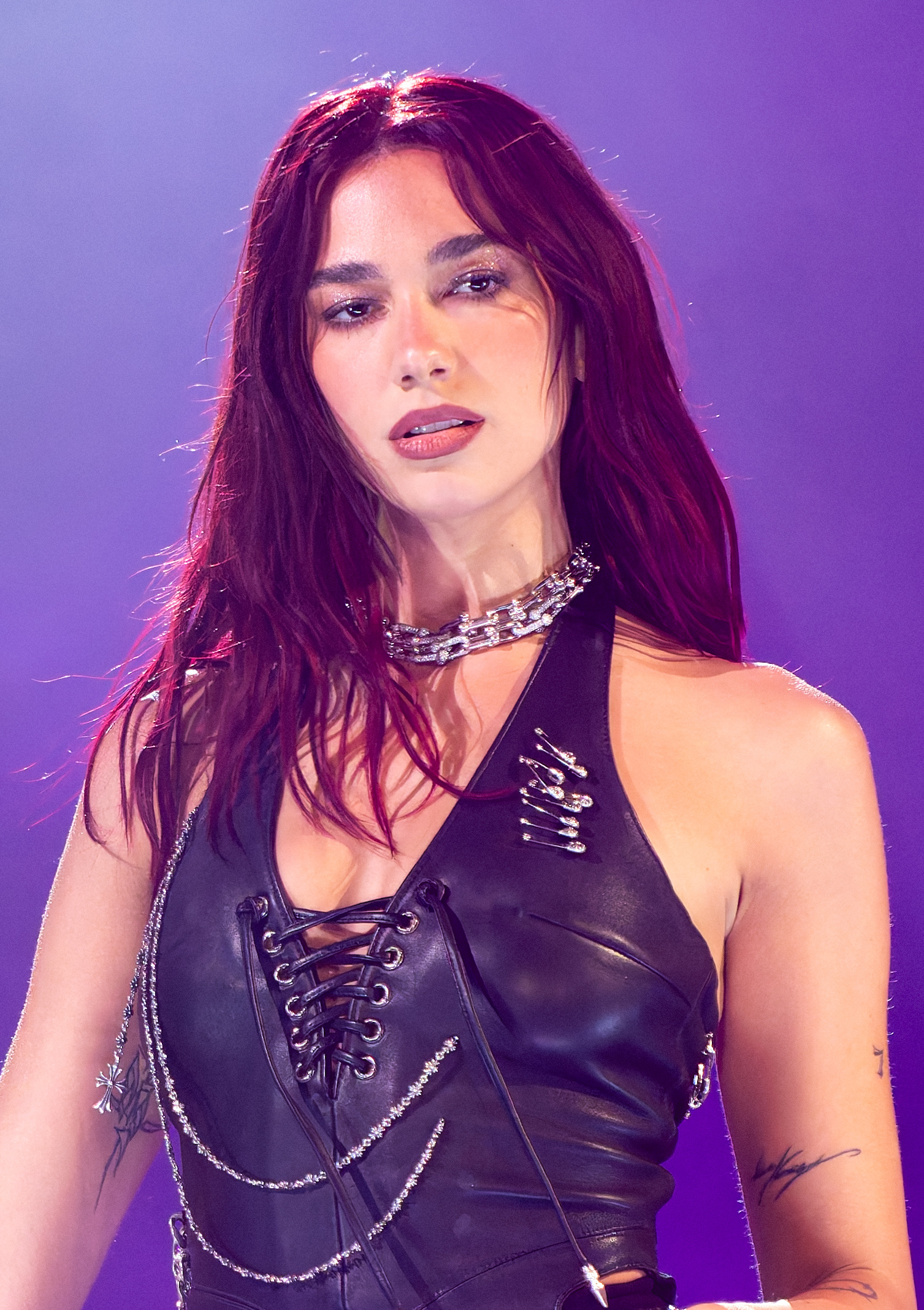
Según Mikael Wood, crítico de Los Angeles Times, la influencia de The Immaculate Collection se vio reflejada en el álbum de remezclas Club Future Nostalgia (2020), de la cantante británica Dua Lipa (imagen).

En 2004, la empresa cervecera J.W. Lees Brewery, con sede en Mánchester, lanzó al mercado Material Girl Ale, una bebida en honor a Madonna cuya botella exhibía el mismo logo de The Immaculate Collection. Su lanzamiento comercial coincidió con la visita de la cantante a la ciudad en el marco de su gira Re-Invention World Tour. Al año siguiente, en el otoño boreal de 2005, la videoartista sudafricana Candice Breitz rindió homenaje a la cantante y a la cultura pop con una exposición llamada Queen (A Portrait of Madonna), en la que treinta seguidores italianos de la artista interpretaron a capela cada canción de The Immaculate Collection. El proyecto comenzó en Milán, donde Breitz reunió a un grupo de fanáticos de distintas edades, razas y orientaciones sexuales para que cantaran el recopilatorio de principio a fin, en lo que ella denominó «retratos de los efectos de una persona famosa». Durante el rodaje, que tuvo lugar en los estudios Jungle Sound de esa ciudad en julio de 2005, cada participante utilizó auriculares diminutos y ocupó una de las treinta pantallas de televisión dispuestas en una cuadrícula de 5x6. Las interpretaciones se proyectaban de manera sincronizada, canción por canción, en los monitores apilados, lo que resultaba en una única obra en la que la grabación de vídeo y la banda sonora de cada actuación se asignaban a un monitor independiente. La «magia» de la instalación residía en la conexión «sentida y emocional» que cada intérprete mostraba con las letras, melodías y armonías de Madonna, mientras que en temas como «Vogue» y «Cherish», las voces individuales se combinaban para generar un efecto sonoro y visual «extraordinariamente espontáneo y desinhibido». Breitz describió las grabaciones como «espontáneas y extremadamente íntimas». La exhibición se presentó en 2005 en la galería White Cube de Londres y, en julio de 2013, en el museo de arte SCAD, en Savannah (Estados Unidos). La obra se ha considerado un ejemplo de «vigorosos y conmovedores estudios sociológicos», enfocados en el «enorme impacto emocional» de The Immaculate Collection y en la capacidad de la música pop para «trascender fronteras culturales y diferencias lingüísticas».
Según Mark Elliott, de Dig!, The Immaculate Collection estableció el estándar para todos los grandes éxitos que le siguieron y es el «mejor best of por el que se deben juzgar todos los demás». De hecho, contribuyó al desarrollo de los siguientes grandes éxitos de Madonna: GHV2 (2001), una abreviatura de Greatest Hits Volume 2, se comercializó como una continuación de The Immaculate Collection y comprende sus éxitos de 1992 a 2001. La edición de dos discos de Celebration (2009), un álbum «relativamente completo», incluyó todas las pistas de Immaculate, a excepción de «Rescue Me», y en 2022 salió a la venta Finally Enough Love: 50 Number Ones. La influencia del material también se reflejó —según Mikael Wood, de Los Angeles Times— en el álbum de remezclas Club Future Nostalgia (2020), de la cantante británica Dua Lipa; el autor señaló que, al igual que el disco de Madonna, cuyas canciones se «fragmentaron y reorganizaron para que pareciera una increíble sesión de discoteca», el de Lipa incluía «canciones pop cuidadosamente diseñadas como materia prima para una nueva creación vibrante». En una nota sobre la repercusión de la compilación, James Rose, de la publicación australiana Daily Review, admitió que contaba «una de las principales historias en la evolución de las mujeres artistas en la música popular» y agregó:

The Immaculate Collection es una historia en sí misma. Es la historia de las mujeres y la música pop en la década que condujo a 1990. Madonna fue una potencia creativa que se transformó e inventó estilos a medida que avanzaba. Musicalmente, puede ser subestimada; como compositora, letrista y productora de pop, destacó. En cuanto a las canciones, no hay ni una sola pista floja. The Immaculate Collection es historia de la música pop, en sí misma una línea de tiempo viviente de una era. Y un álbum realmente grandioso.

## Lista de canciones
| The Immaculate Collection |                     |                                           |                                      |          |  |
| N.º                       | Título              | Escritor(es)                              | Productor(es)                        | Duración |  |
| 1.                        | «Holiday»           | Curtis Hudson Lisa Stevens                | John «Jellybean» Benitez             | 4:06     |  |
| 2.                        | «Lucky Star»        | Madonna                                   | Reggie Lucas                         | 3:37     |  |
| 3.                        | «Borderline»        | Reggie Lucas                              | Reggie Lucas                         | 4:00     |  |
| 4.                        | «Like a Virgin»     | Billy Steinberg Tom Kelly                 | Nile Rodgers                         | 3:11     |  |
| 5.                        | «Material Girl»     | Peter Brown Robert Rans                   | Nile Rodgers                         | 3:53     |  |
| 6.                        | «Crazy for You»     | John Bettis Jon Lind                      | Benitez                              | 3:45     |  |
| 7.                        | «Into the Groove»   | Madonna Stephen Bray                      | Madonna Bray                         | 4:09     |  |
| 8.                        | «Live to Tell»      | Madonna Patrick Leonard                   | Madonna Leonard                      | 5:18     |  |
| 9.                        | «Papa Don't Preach» | Brian Elliott Madonna [ a ]               | Madonna Bray                         | 4:11     |  |
| 10.                       | «Open Your Heart»   | Madonna Gardner Cole Peter Rafelson       | Madonna Leonard                      | 3:51     |  |
| 11.                       | «La isla bonita»    | Madonna Leonard Bruce Gaitsch             | Madonna Leonard                      | 3:48     |  |
| 12.                       | «Like a Prayer»     | Madonna Leonard                           | Madonna Leonard Shep Pettibone [ b ] | 5:51     |  |
| 13.                       | «Express Yourself»  | Madonna Bray                              | Madonna Bray Pettibone [ b ]         | 4:04     |  |
| 14.                       | «Cherish»           | Madonna Leonard                           | Madonna Leonard                      | 3:52     |  |
| 15.                       | «Vogue»             | Madonna Pettibone                         | Madonna Pettibone                    | 5:19     |  |
| 16.                       | «Justify My Love»   | Lenny Kravitz Ingrid Chavez Madonna [ a ] | Kravitz André Betts [ c ]            | 5:00     |  |
| 17.                       | «Rescue Me»         | Madonna Pettibone                         | Madonna Pettibone                    | 5:31     |  |
| 73:32                     |                     |                                           |                                      |          |  |

Notas
1. 1 2  Indica letras adicionales.
2. 1 2  Indica productor adicional.
3. ↑  Indica productor asociado.

- Las ediciones digitales y Dolby Atmos de The Immaculate Collection utilizan la versión «US Remix» de «Lucky Star» (7:15) y la versión «Remix» de «Borderline» (5:17).[506]

## Posicionamiento en listas
| País/Continente | Lista (1990-1991)            | Posición más alta |
| --------------- | ---------------------------- | ----------------- |
| Alemania        | Offizielle Deutsche Charts   | 10                |
| Argentina       | CAPIF                        | 1                 |
| Australia       | ARIA Charts                  | 1                 |
| Bélgica         | IFPI                         | 6                 |
| Canadá          | RPM Top 100 Albums           | 1                 |
| Canadá          | The Record                   | 1                 |
| España          | AFYVE                        | 3                 |
| España          | AFYVE (Compactos)            | 2                 |
| Estados Unidos  | Billboard Top Pop Albums     | 2                 |
| Estados Unidos  | Billboard Top R&B Albums     | 81                |
| Estados Unidos  | Cash Box Top 200 Albums      | 2                 |
| Estados Unidos  | CMJ Progressive Retail       | 8                 |
| Estados Unidos  | Hitmakers Top Selling Albums | 3                 |
| Estados Unidos  | Hits Top Fifty Albums        | 3                 |
| Estados Unidos  | Musician Top 100 Albums      | 2                 |
| Estados Unidos  | Network 40 Retail Sales      | 2                 |
| Europa          | European Top 100 Albums      | 3                 |
| Finlandia       | Suomen virallinen lista      | 1                 |
| Grecia          | IFPI                         | 5                 |
| Hungría         | Mahasz                       | 6                 |
| Irlanda         | IFPI                         | 1                 |
| Islandia        | LP-plötur                    | 6                 |
| Italia          | Musica e dischi              | 9                 |
| Japón           | Music Labo                   | 8                 |
| Japón           | Oricon                       | 5                 |
| Noruega         | VG-lista                     | 14                |
| Nueva Zelanda   | RMNZ                         | 3                 |
| Países Bajos    | Dutch Album Top 100          | 10                |
| Países Bajos    | Nederlandse Top 40           | 4                 |
| Portugal        | AFP                          | 6                 |
| Reino Unido     | Official Albums Chart        | 1                 |
| Sudáfrica       | RISA                         | 23                |
| Suecia          | Sverigetopplistan            | 7                 |
| Suiza           | Schweizer Hitparade          | 3                 |

| País              | Lista (1998-2023)                | Posición más alta |
| ----------------- | -------------------------------- | ----------------- |
| Austria           | Ö3 Austria                       | 6                 |
| Bélgica (Flandes) | Ultratop Albums                  | 33                |
| Bélgica (Valonia) | Ultratop Albums                  | 156               |
| Canadá            | Billboard Canadian Albums        | 93                |
| Croacia           | Top Lista Prodaje                | 16                |
| Dinamarca         | IFPI                             | 4                 |
| Escocia           | Scottish Albums Chart            | 7                 |
| Estados Unidos    | Billboard Top Dance Albums       | 8                 |
| Estados Unidos    | Billboard Top Pop Catalog Albums | 6                 |
| Estados Unidos    | Billboard Top Vinyl Albums       | 9                 |
| Estados Unidos    | CMJ Retail 100                   | 58                |
| Estados Unidos    | Nielsen SoundScan Digital Albums | 11                |
| Francia           | SNEP                             | 4                 |
| Irlanda           | IRMA                             | 2                 |
| Italia            | FIMI                             | 52                |
| México            | AMPROFON                         | 65                |
| Reino Unido       | Album Download Chart             | 11                |
| Reino Unido       | Vinyl Albums Chart               | 9                 |

| País      | Lista (2008) | Posición más alta |
| --------- | ------------ | ----------------- |
| Argentina | CAPIF        | 9                 |

| Año  | País              | Lista                            | Posición |
| ---- | ----------------- | -------------------------------- | -------- |
| 1990 | Australia         | ARIA Charts                      | 5        |
| 1990 | Canadá            | RPM Top 100 Albums               | 40       |
| 1990 | Países Bajos      | Dutch Album Top 100              | 51       |
| 1990 | Reino Unido       | Official Albums Chart            | 2        |
| 1990 | Reino Unido       | MRIB                             | 10       |
| 1991 | Alemania          | Offizielle Deutsche Charts       | 48       |
| 1991 | Australia         | ARIA Charts                      | 8        |
| 1991 | Canadá            | RPM Top 100 Albums               | 9        |
| 1991 | Estados Unidos    | Billboard 200                    | 8        |
| 1991 | Estados Unidos    | Cash Box Top 50 Pop Albums       | 15       |
| 1991 | Europa            | European Top 100 Albums          | 9        |
| 1991 | Japón             | Oricon                           | 49       |
| 1991 | Nueva Zelanda     | RMNZ                             | 30       |
| 1991 | Países Bajos      | Nederlandse Top 40               | 7        |
| 1991 | Países Bajos      | Dutch Album Top 100              | 21       |
| 1991 | Reino Unido       | Official Albums Chart            | 8        |
| 1991 | Suiza             | Schweizer Hitparade              | 30       |
| 1992 | Australia         | ARIA Charts                      | 39       |
| 1992 | Estados Unidos    | Billboard 200                    | 88       |
| 1992 | Reino Unido       | Official Albums Chart            | 68       |
| 1993 | Australia         | ARIA Charts                      | 20       |
| 1994 | Reino Unido       | Official Albums Chart            | 150      |
| 1995 | Estados Unidos    | Billboard Top Pop Catalog Albums | 42       |
| 1996 | Estados Unidos    | Billboard Top Pop Catalog Albums | 45       |
| 1999 | Estados Unidos    | Billboard Top Pop Catalog Albums | 37       |
| 1999 | Reino Unido       | Official Albums Chart            | 161      |
| 2000 | Bélgica (Flandes) | Ultratop Albums                  | 97       |
| 2000 | Finlandia         | IFPI                             | 133      |
| 2000 | Estados Unidos    | Billboard Top Pop Catalog Albums | 39       |
| 2000 | Países Bajos      | Dutch Album Top 100              | 95       |
| 2000 | Reino Unido       | Official Albums Chart            | 82       |
| 2001 | Reino Unido       | Official Albums Chart            | 90       |
| 2002 | Estados Unidos    | Billboard Top Pop Catalog Albums | 23       |
| 2002 | Reino Unido       | Official Albums Chart            | 136      |
| 2003 | Estados Unidos    | Billboard Top Pop Catalog Albums | 49       |
| 2003 | Reino Unido       | Official Albums Chart            | 166      |
| 2004 | Bélgica Flandes   | Ultratop Albums                  | 19       |
| 2004 | Bélgica Valonia   | Ultratop Albums                  | 48       |
| 2004 | Reino Unido       | Official Albums Chart            | 156      |
| 2006 | Reino Unido       | Official Albums Chart            | 110      |

| País        | Lista (1990-1999)     | Posición |
| ----------- | --------------------- | -------- |
| Reino Unido | Official Albums Chart | 7        |

## Certificaciones y ventas
| País (organismo certificador) | Certificación | Unidades certificadas / Ventas estimadas |
| ----------------------------- | ------------- | ---------------------------------------- |
| Alemania (BVMI)               | 3× Oro        | 750 000                                  |
| Argentina (CAPIF)             | 6× Platino    | 360 000                                  |
| Australia (ARIA)              | 12× Platino   | 880 000                                  |
| Austria (IFPI Austria)        | Platino       | 50 000                                   |
| Brasil (Pro-Música Brasil)    | 2× Platino    | 500 000                                  |
| Canadá (CRIA)                 | 7× Platino    | 700 000                                  |
| Dinamarca (IFPI Dinamarca)    | Platino       | 80 000                                   |
| España (AFYVE)                | 3× Platino    | 300 000                                  |
| Estados Unidos (RIAA)         | 11× Platino   | 11 000                                   |
| Finlandia (IFPI Finlandia)    | Platino       | 92 500                                   |
| Francia (SNEP)                | Diamante      | 1 100 000                                |
| Hong Kong (IFPI Hong Kong)    | Platino       | 20 000                                   |
| Israel                        | —             | 70 000                                   |
| Italia (FIMI)                 | 5× Platino    | 500 000                                  |
| Japón (RIAJ)                  | 4× Platino    | 800 000                                  |
| México                        | —             | 800 000                                  |
| Nueva Zelanda (RMNZ)          | 7× Platino    | 105 000                                  |
| Países Bajos (NVPI)           | 3× Platino    | 300 000                                  |
| Reino Unido (BPI)             | 13× Platino   | 3 900 000                                |
| Singapur                      | —             | 76 000                                   |
| Sudáfrica (RiSA)              | Platino       | 50 000                                   |
| Suecia (GLF)                  | Oro           | 50 000                                   |
| Suiza (IFPI Suiza)            | Platino       | 50 000                                   |
| Sumario                       |               |                                          |
| Mundo                         | —             | 30 000                                   |

## Créditos y personal
- Grabación en Waterfront Studios, Unique Recording Studio y Axis Studios (Nueva York)
- Mezcla en Right Track Studios y Sound Works (Nueva York)
- Masterización en Sterling Sound (Nueva York)

### Intérpretes y músicos
- Madonna: artista principal, voz, coros
- Lenny Kravitz: coros
- Catherine Russell: coros
- Dian Sorel: coros
- Lillias White: coros
- Peter Schwartz: teclados

### Composición y producción
- André Betts: productor asociado
- Andy Cardenas: grabación
- Billy Steinberg: composición
- Brian Elliot: composición
- Bruce Gaitsch: composición
- Craig Kostich: producción ejecutiva
- Curt Frasca: asistente de ingeniería
- Curtis Hudson: composición
- David Domanich: grabación
- Gardner Cole: composición
- Goh Hotoda: mezcla
- Henry Hirsch: grabación
- Ingrid Chavez: composición
- John «Jellybean» Benitez: composición, producción discográfica
- Joey Moskowitz: programación adicional
- John Bettis: composición
- John Partham: asistente de ingeniería
- Jon Lind: composición
- Josh Cuervokas: grabación
- Lenny Kravitz: composición, producción
- Lisa Stevens: composición
- Lolly Grodner: asistente de ingeniería
- Madonna: composición, producción
- Michael Hutchinson: mezcla
- Mike Stoller: composición
- Nile Rodgers: producción
- P. Dennis Mitchell: ingeniería
- Patrick Leonard: composición, producción
- Peter Schwartz: programación
- Peter Brown: composición
- Peter Rafelson: composición
- Reggie Lucas: composición, producción
- Rob Mounsey: arreglo
- Robert Rans: composición
- Shep Pettibone: composición, producción, mezcla
- Stephen Bray: composición, producción
- Ted Jensen: masterización
- Tom Kelly: composición

### Diseño y administración
- Herb Ritts: fotografía
- Jeri Heiden: dirección de arte, diseño
- John Heiden: diseño
- Gene Sculatti: notas del álbum
- Shep Pettibone: coordinación
- Jane Brinton: coordinación
- Freddy DeMann: gestión

Créditos adaptados del folleto de The Immaculate Collection y del sitio AllMusic.

### En inglés
- Abramowitz, Ari (2004). The Pockit Rockit Music Finder. Music Guru, Inc. ISBN 0-9759787-0-5.
- Andersen, Christopher (1991). Madonna, unauthorized. Simon & Schuster. ISBN 0-671-73532-2.
- Andrews, Marc (2022). Madonna Song by Song. Fonthill Media LLC. ISBN 978-1-78155-844-7.
- Ash, Russell (1992). The Top Ten of Everything 1993. Headline Book Publishing. ISBN 0-7472-0716-X.
- ———— (2009). Top 10 of Everything 2010. Hamlyn. ISBN 978-0-600-62048-8.
- ———— (2010). Top 10 of Everything 2011. Hamlyn. ISBN 978-0-600-61743-3.
- Bego, Mark (2000). Madonna: Blonde Ambition. Cooper Square Press. ISBN 0-8154-1051-4.
- Bradford, Chris (2005). Heart & Soul: Revealing the Craft of Songwriting. Sanctuary. ISBN 1-86074-641-1.
- Brill, Marlene Targ (2009). America in the 1990s. Twenty-First Century Books. ISBN 978-0-8225-7603-7.
- Bronson, Fred (2003). The Billboard Book of Number 1 Hits. Billboard Books. ISBN 0-8230-7677-6.
- Brown, David (2000). Discipleship and Imagination: Christian Tradition and Truth. Oxford University Press. ISBN 0-19-827018-6.
- Buckley, Peter; Ellingham, Mark, eds. (1996). The Rough Guide to Rock: The Definitive Guide to 1000 Artists and Bands from Then... to Now. Rough Guides. ISBN 1-85828-201-2.
- Burke, Gregory (2009). Candice Breitz: Same Same, a Survey Exhibition Featuring the New Commission Factum. The Power Plant. ISBN 978-1-894212-29-8.
- Burns, Kristine H., ed. (2002). Women and Music in America Since 1900: An Encyclopedia. 2 (L-Z). Greenwood Press. ISBN 1-57356-309-9.
- Charry, Eric S. (2020). A New and Concise History of Rock and R&B through the Early 1990s. Wesleyan University Press. ISBN 0819578959.
- Chojnacki, Matthew (2011). Put the Needle on the Record: The 1980s at 45 Revolutions Per Minute. Schiffer Publishing Ltd. ISBN 978-0-7643-3831-1.
- Clayton, Marie (2010). Madonna: The Illustrated Biography. Trans Atlantic Press. ISBN 978-1-907176-19-7.
- Cross, Mary (2007). Madonna: A Biography. Greenwood Press. ISBN 978-0-313-33811-3.
- Dale, David (2006). Who We Are: A Snapshot of Australia Today. Allen & Unwin. ISBN 978-1-74175-087-4.
- D'Acierno, Pellegrino A., ed. (1999). The Italian American Heritage: A Companion to Literature and Arts. Garland Publishing. ISBN 0-8153-0380-7.
- Dicker, Chris (2017). Madonna Biography: The Sex Symbol of The Music Industry Revealed. Smashwords.
- DiLallo, Kevin; Krumholtz, Jack (1994). The Unofficial Gay Manual: Living the Lifestyle (Or at Least Appearing To). Main Street Books. ISBN 0-385-47445-8.
- Easlea, Daryl; Fiegel, Eddi (2012). Madonna: Blond Ambition. Backbeat Books. ISBN 978-1-61713-034-2.
- Erlewine, Michael; Bultman, Scott, eds. (1992). All Music Guide: The Best CDs, Albums and Tapes: The Experts' Guide to the Best Releases from Thousands of Artists in All Types of Music. Miller Freeman, Inc. ISBN 0-87930-264-X.
- Erlewine, Michael; Bogdanov, Vladimir; Woodstra, Chris et al., eds. (1997). All Music Guide: the Experts' Guide to the Best Recordings from Thousands of Artists in All Types of Music (3.ª edición). Miller Freeman Books. ISBN 0-87930-423-5.
- Ferraro, Thomas J. (2005). Feeling Italian: The Art of Ethnicity in America. New York University Press. ISBN 0-8147-2730-1.
- Ferstler, Howard (1994). High Definition Compact Disc Recordings: Sound Quality Evaluations of over 1,400 of the Most Technically Excellent Digital Recordings. McFarland & Company. ISBN 0-89950-913-4.
- Fitzgerald, Martin (2017). Ruth and Martin's Album Club. Unbound Publishing. ISBN 978-1-78352-401-3.
- Friskics-Warren, Bill (2005). I'll Take You There: Pop Music and the Urge for Transcendence. Continuum. ISBN 978-0-8264-1700-8.
- Gabriel, Mary (2023). Madonna: A Rebel Life. Hachette Book Group. ISBN 978-0-316-45644-9.
- Gambaccini, Paul; Rice, Tim; Rice, Jonathan (1992). British Hit Albums (5.ª edición). Guinness Publishing. ISBN 0-85112-967-6.
- Gillis, Chester (2003). Catholic Faith in America. Facts on File. ISBN 0-8160-4984-X.
- Graff, Gary, ed. (1996). Musichound Rock: The Essential Album Guide. Visible Ink Press. ISBN 0-7876-1037-2.
- Green, Jim (2005). Rock 'n' Pop Music Trivia: A mind-bending collection of over 1000 fascinationg facts, information and quirky details about pop music and pop stars. Wise Publications. ISBN 1-84449-643-0.
- Guilbert, Georges-Claude (2002). Madonna as Postmodern Myth. McFarland & Company. ISBN 0-7864-1408-1.
- Harrison, Thomas (2011). Music of the 1980s. Greenwood Publishing Group. ISBN 978-0-313-36599-7.
- Heatley, Michael, ed. (1994). The Ultimate Encyclopedia of Rock: The World's Most Comprehensive Illustrated Rock Reference. Colour Library Books. ISBN 1-85833-219-2.
- Herring, Peter (1992). Classic Rock Stars. Great Pond Publishing. ISBN 1-56657-008-5.
- Hext, Penny; Jenkins-Jones, Sara, eds. (1991). The Hutchinson Gallup Info 1992. Hutchinson. ISBN 0-09-174999-9.
- Huss, Boaz; Pasi, Marco; von Stuckrad, Kocku, eds. (2010). Kabbalah and Modernity: Interpretations, Transformations, Adaptations. Brill Academic Pub. ISBN 978-90-04-18284-4.
- Irvin, Jim; McLear, Colin, eds. (2003). The Mojo Collection: The Ultimate Music Companion (3.ª edición). Canongate. ISBN 1-84195-438-1.
- James, David (1991). Madonna, Her Complete Story: An Unauthorized Story. Publications International, Ltd. ISBN 0-451-82240-4.
- Larkin, Colin, ed. (2002). The Virgin Encyclopedia of Popular Music (4.ª edición). Virgin Books. ISBN 1-85227-923-0.
- Leonardi, Susan J.; Pope, Rebecca A. (1996). The Diva's Mouth: Body, Voice, and Prima Donna Politics. Rutgers University Press. ISBN 0-8135-2303-6.
- Levenda, Peter (2011). Sinister Forces: A Grimoire of American Political Witchcraft. Trine Day. ISBN 978-0-9841858-3-2.
- Levy, Joe, ed. (2006). Rolling Stone's 500 Greatest Albums of All Time. Wenner Books. ISBN 1-932958-61-4.
- Lwin, Nanda (2003). Top Albums: The Essential Chart Guide. Music Data Research. ISBN 1-896594-14-X.
- Mall, Andrew (2020). God Rock, Inc.: The Business of Niche Music. University of California Press. ISBN 9780520343412.
- Matthew-Walker, Robert (1991). Madonna: The Biography. Pan Books. ISBN 0-330-31482-3.
- McAleer, Dave (1995). The All Music Book of Hit Albums. Miller Freeman Books. ISBN 0-87930-393-X.
- Morgan, Michelle (2015). Madonna. Robinson. ISBN 978-1-47211-886-8.
- Morton, Andrew (2001). Madonna. St. Martin's Press. ISBN 0-312-28786-0.
- Mulholland, Garry (2007). Fear of Music: The Greatest 261 Albums Since Punk and Disco. Orion Books. ISBN 978-0-7528-8243-7.
- Noonan, Moira; Feaster, Anne (2015). Spiritual Deceptions in the Church and the Culture: A comprehensive Guide to Discernment. Ave Maria Centre of Peace. ISBN 978-1-927108-19-2.
- O'Brien, Lucy (2007). Madonna: Like an Icon. HarperCollins. ISBN 0-06-089896-8.
- Olson, Carl (2011). An Introduction to Religion and Religious Themes in Rock Music. Edwin Mellen Press. ISBN 978-0-7734-3923-8.
- Partridge, Christopher H. (2013). The Lyre of Orpheus: Popular Music, the Sacred, and the Profane. Oxford University Press. ISBN 978-0-19-975140-2.
- Piranio, Michelle; Barnet, Anna, eds. (2015). Contemporary Art. MFA Publications. ISBN 978-0-87846-816-4.
- Pfeifer, Ken (1992). Compact Disc Packaging and Graphics: The Best Promotional and Retail Packaging. Rockport Publishers Inc. ISBN 1-56496-003-X.
- Potter, John (2000). The Cambridge Companion to Singing. Cambridge University Press. ISBN 0-521-62225-5.
- Rettenmund, Matthew (1995). Encyclopedia Madonnica. St. Martin's Press. ISBN 0-312-11782-5.
- Robbins, Ira A., ed. (1991). The Trouser Press Record Guide: The Ultimate Guide to Alternative Music (4.ª edición). Collier Books. ISBN 0-02-036361-3.
- Roberts, Paul G. (2015). Style Icons. 4 (Sirens). Fashion Industry Broadcast. ISBN 978-1-62776-203-8.
- Rooksby, Rikky (2000). How to Write Songs on Guitar: A Guitar-Playing and Songwriting Course. Balafon Books. ISBN 0-87930-611-4.
- ———— (2004). The Complete Guide to the Music of Madonna. Omnibus Press. ISBN 978-0-7119-9883-4.
- Salzman, Marian L.; Matathia, Ira; O'Reilly, Ann (2003). Buzz: Harness the Power of Influence and Create Demand. John Wiley & Sons, Inc. ISBN 0-471-27345-7.
- Schroedel, Jenny; Schroedel, John (2006). The Everything Mary Book. Adams Media. ISBN 978-1-59337-713-7.
- Seery, John Evan (1996). Political Theory for Mortals: Shades of Justice, Images of Death. Cornell University Press. ISBN 0-8014-3259-6.
- Sexton, Adam, ed. (1993). Desperately Seeking Madonna: In Search of the Meaning of the World's Most Famous Woman. Delta. ISBN 0-385-30688-1.
- Shapiro, Ben (1991). Rock & Roll Review: A Guide to Good Rock on CD. Andrews and McMeel. ISBN 0-8362-6217-4.
- Sickels, Robert C., ed. (2013). 100 Entertainers Who Changed America: An Encyclopedia of Pop Culture Luminaries. Bloomsbury Publishing USA. ISBN 978-1-59884-830-4.
- Smith, Simon; Bacon, Tony, eds. (2006). Albums: 50 Years of Great Recordings. Quantom. ISBN 978-1-84573-210-3.
- Strong, Martin C. (2000). The Great Rock Discography (5.ª edición). Mojo Books. ISBN 1-84195-017-3.
- Sullivan, Caroline (2014). Madonna: Ambition. Music. Style. Carlton Books Limited. ISBN 978-1-78097-563-4.
- Tamney, Joseph B. (1996). The Struggle over Singapore's Soul: Western Modernization and Asian Culture. Walter de Gruyter. ISBN 3-11-014698-3.
- Taraborrelli, J. Randy (2002). Madonna: An Intimate Biography. Berkley Books. ISBN 0-425-18669-5.
- VH1 (2000). VH1: The List. Pocket Books. ISBN 0-7434-1864-6.
- Weisbard, Eric; Marks, Craig, eds. (1995). Spin Alternative Record Guide. Vintage Books. ISBN 0-679-75574-8.
- Wilson, Clive, ed. (1996). The Kingfisher Young People's Book of Music. Kingfisher. ISBN 1-85697-586-X.
- Young, Mark C., ed. (1999). The Guinness Book of World Records 1999. Bantam Books. ISBN 0-553-58075-2.

### En otros idiomas
- Barbin, Marcel (1994). Le Guide 1995 Du CD (en francés). Marabout. ISBN 2-501-02153-3.
- Bouwman, Francis (1994). Hitdossier 1939 tot 1994 (en neerlandés) (6.ª edición). H. J. W. Becht. ISBN 90-230-0820-0.
- Breitz, Candice (2007). Candice Breitz: Exposición Múltiple. Museo de Arte Contemporáneo de Castilla y León. ISBN 978-84-96540-60-6.
- Chuberre, Erwan (2008). Madonna Absolument! (en francés). Éditions Alphée. ISBN 978-2-7538-0293-3.
- Falconi, Francesco (2017). Loco por Madonna. La Reina del Pop. Babelcube Inc. ISBN 150717795X.
- Pennanen, Timo (2021). Sisältää hitin (PDF) (en finés). Otava. ISBN 978-952-7460-01-6.